# Hôtel d'Assézat
El hotel de Assézat (en francés: Hôtel d'Assézat) es un hôtel particulier situado cerca de la plaza Esquirol de Toulouse, Francia y construido entre 1555 y 1557 según el proyecto de Nicolas Bachelier, el arquitecto tolosano más importante del Renacimiento. Detrás de una monumental puerta de madera se esconde un patio interior, renovado en 1993. En 1994 fue reinaugurado como sede del museo de la Fundación Bemberg, que expone una colección de arte, en especial de pintura, desde el siglo XV hasta principios del  XX.
Está catalogado monument historique desde 1914.

## Historia
Pierre d'Assézat fue el propietario y Nicolas Bachelier el arquitecto del edificio, cuya construcción empezó en 1555. Los cuerpos de edificación en dos de los lados del patio tienen tres plantas y se ordenan con la superposición de los tres órdenes clásicos (dórico, jónico y corintio); es, junto con el Cour Carrée del Louvre construido por Pierre Lescot a partir de 1546, una de las primeras manifestaciones del clasicismo francés.
Este hôtel particulier habría sido dos veces más grandes si se hubiera construido según el proyecto inicial, pero los vecinos no aceptaron las ofertas de Pierre d'Assézat, y no quisieron vender su terreno.
Pierre d'Assézat, rico industrial textil, no pudo disfrutarlo. Murió arruinado en 1581, antes que las obras se hubieran completado. El edificio siguió siendo propiedad de la familia Assézat hasta 1761.
El banco Ozenne, que compró este edificio en el siglo XIX, lo cedió a la ciudad para que albergara la sede de sociedades científicas, lo que es aún uno de sus usos actuales. A partir de 1980, la ciudad comenzó la restauración de los edificios antiguos, así como la construcción de una ampliación moderna.

Detalles del edificio
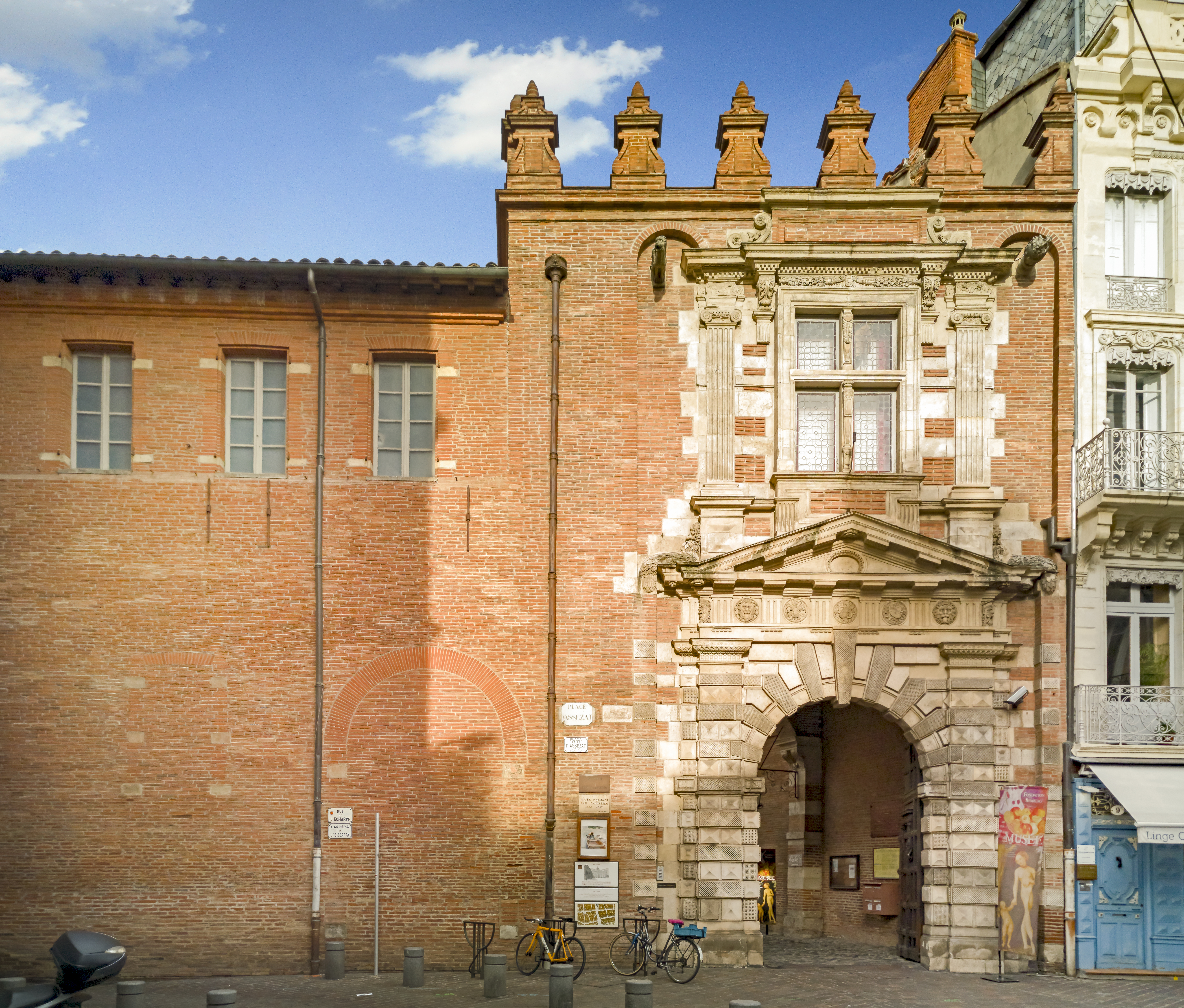
Entrada en la plaza d'Assézat.
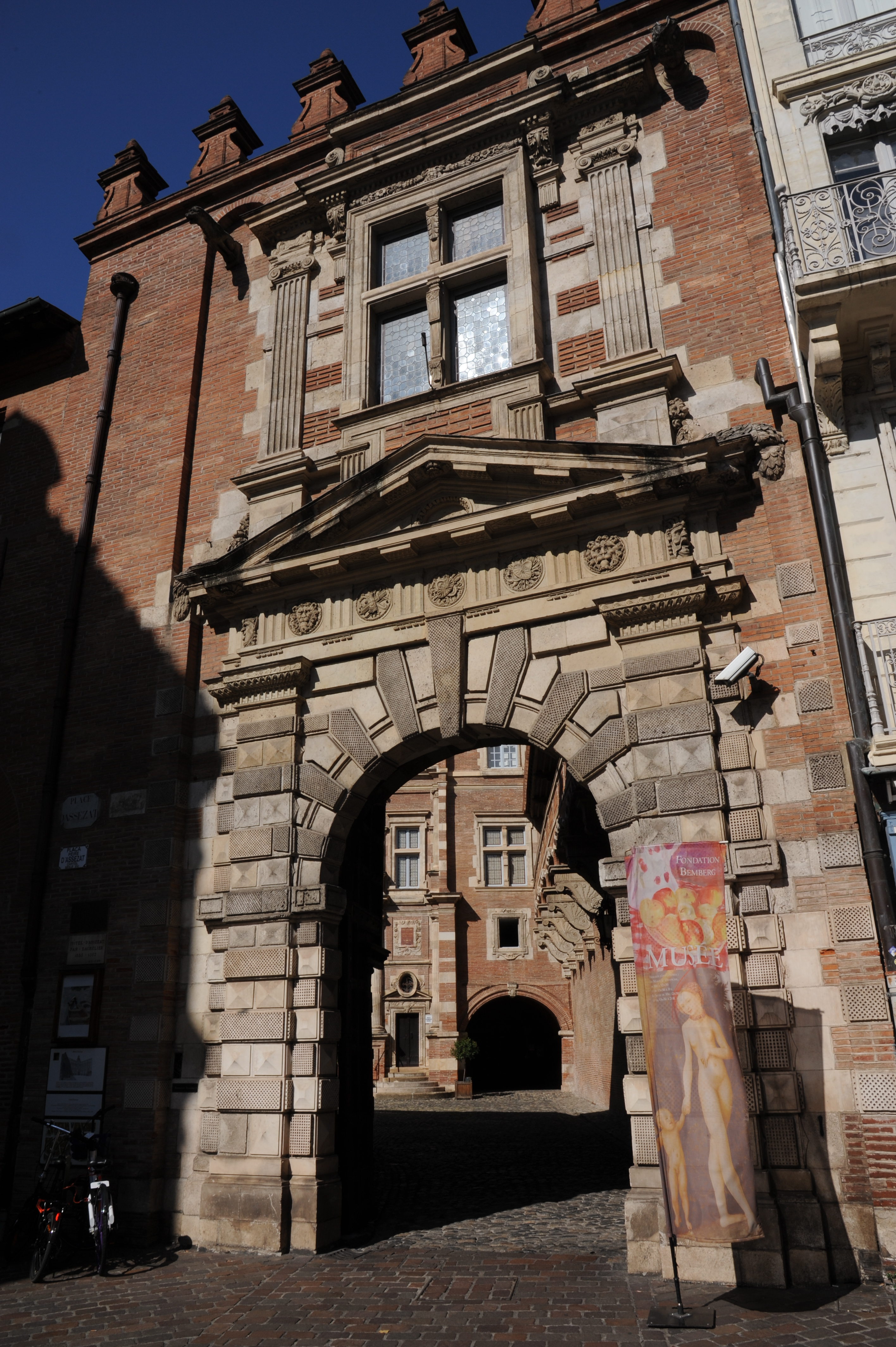
Pabellón de entrada.
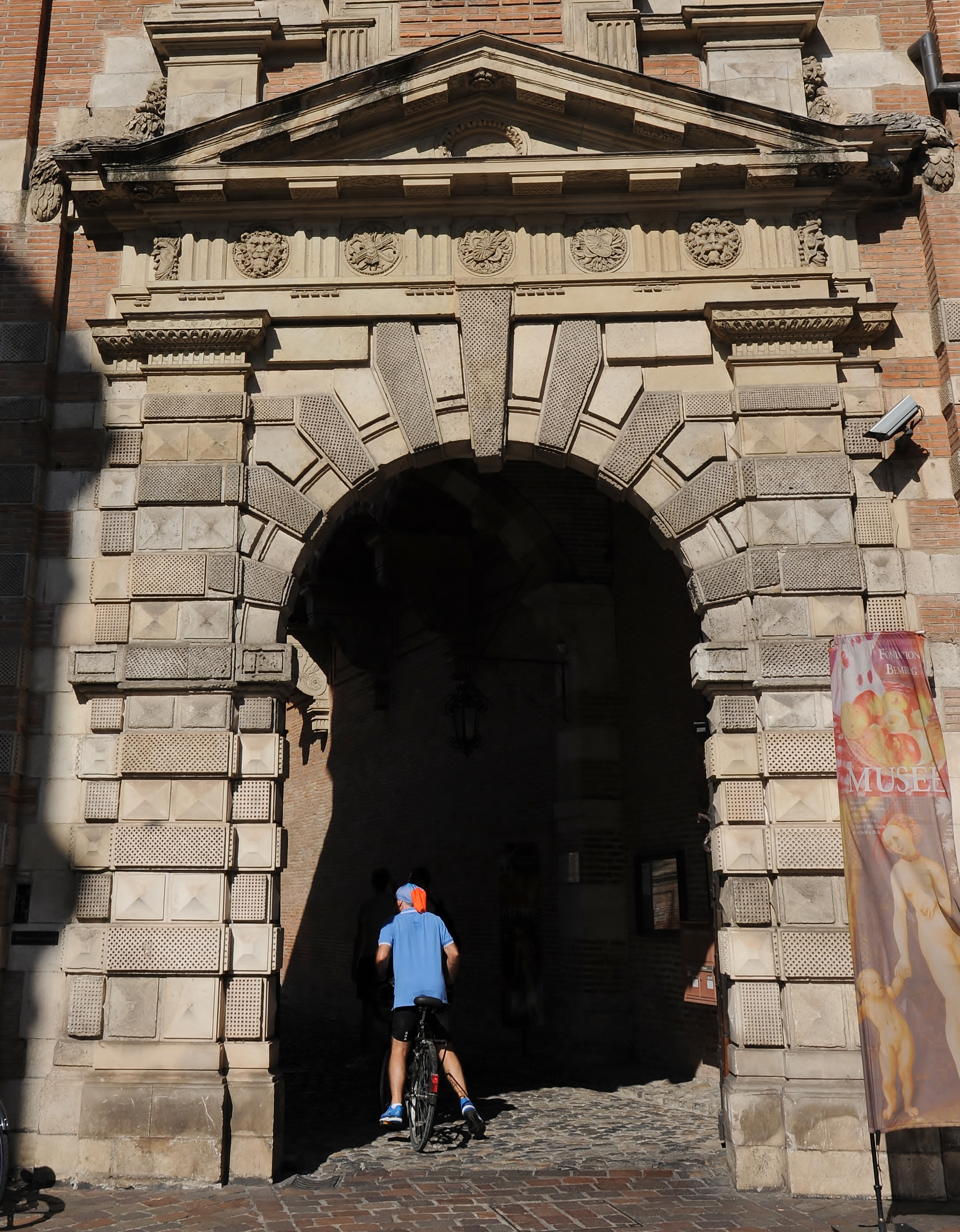
Puerta de entrada.
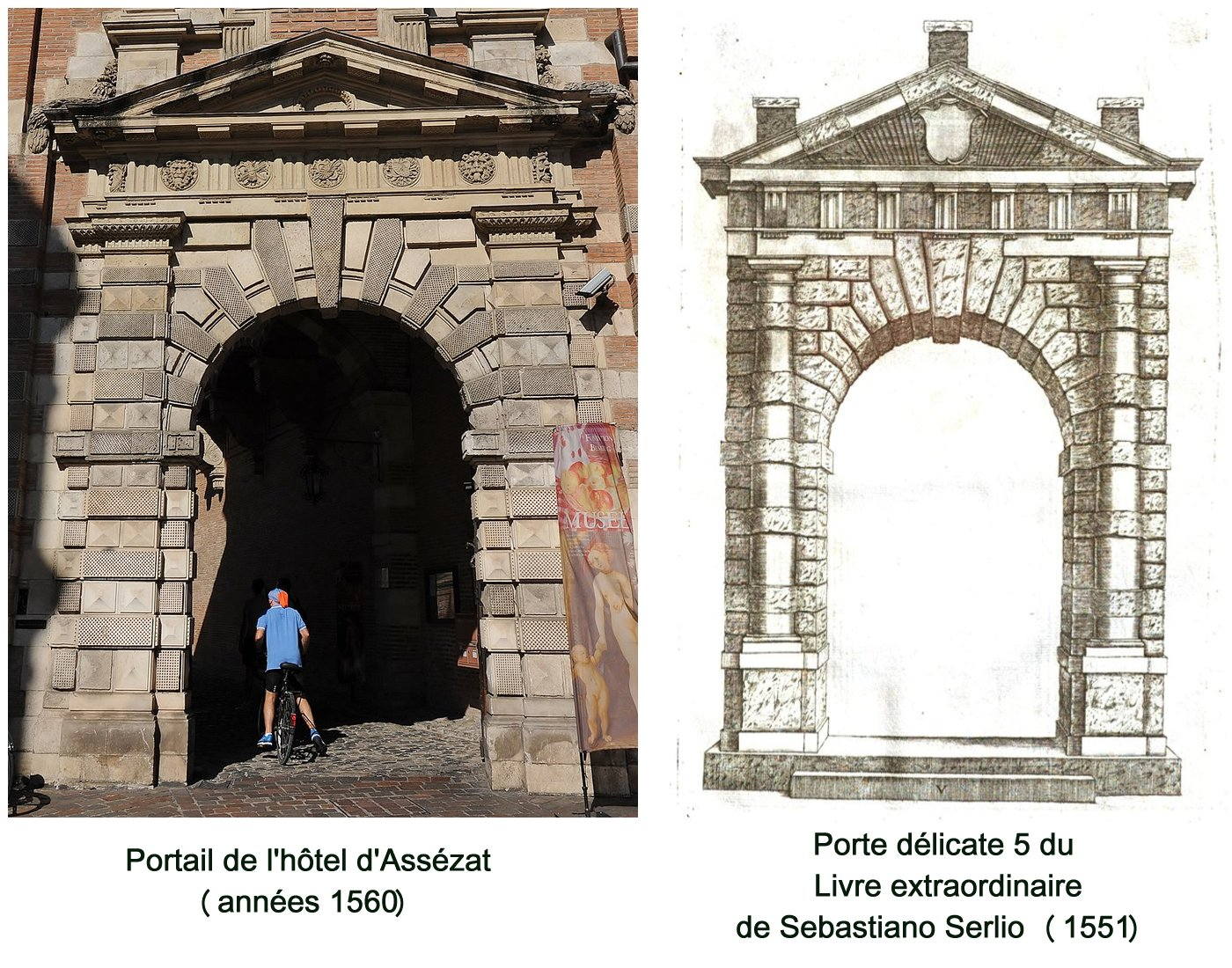
Influencia de un grabado de Serlio.
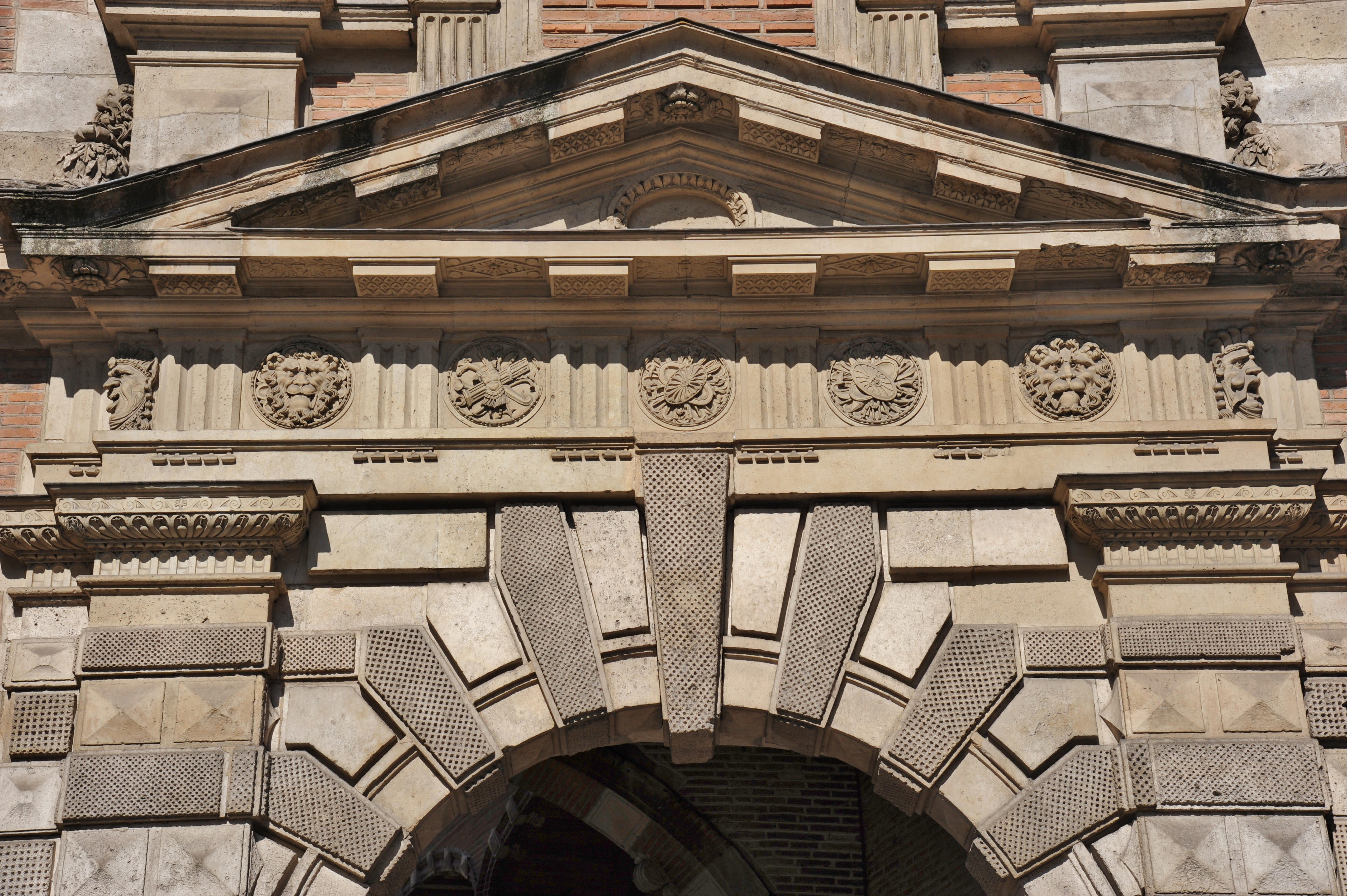
Friso de metopas.
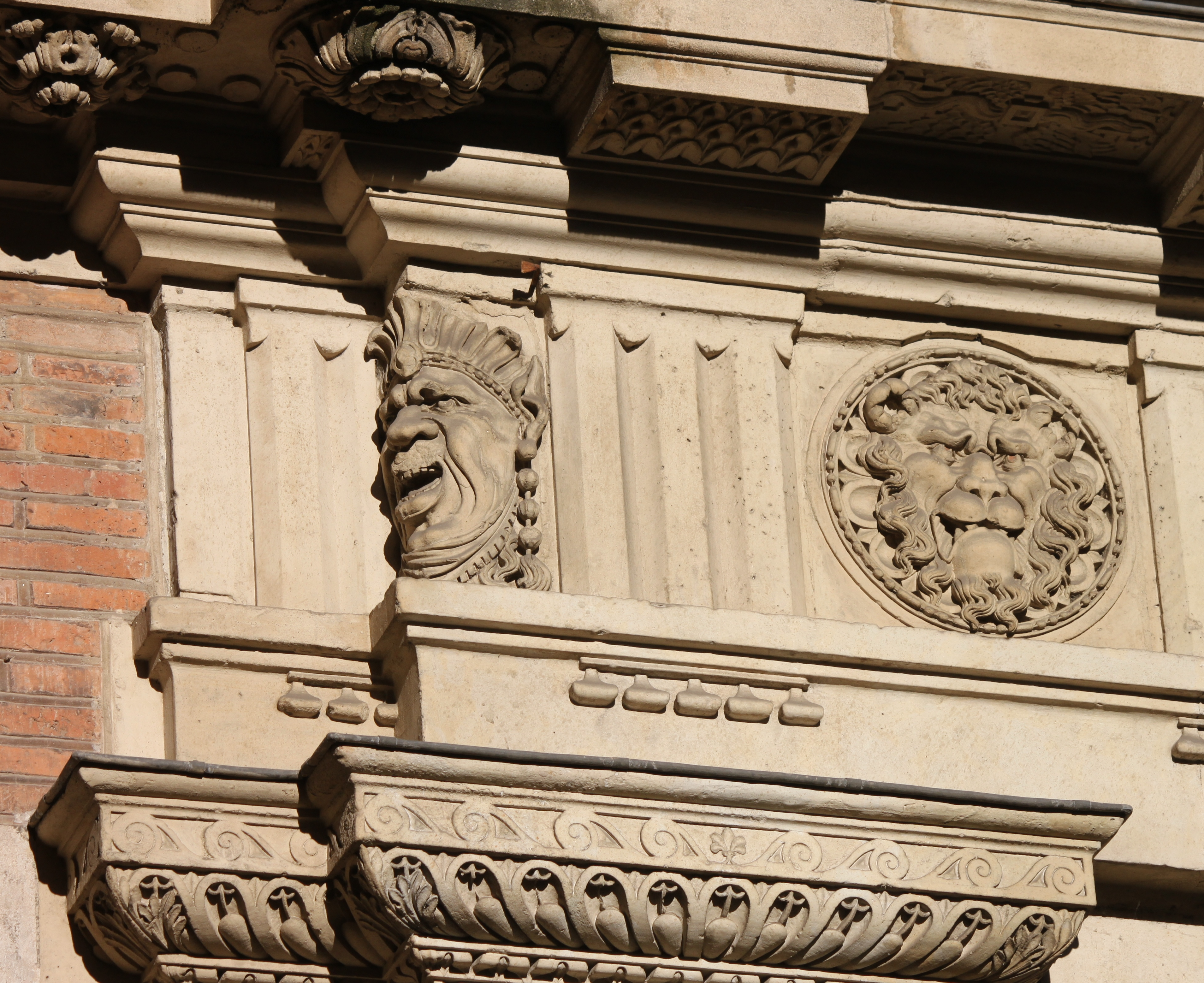
Detalle de las metopas con la figura de nativo americano.
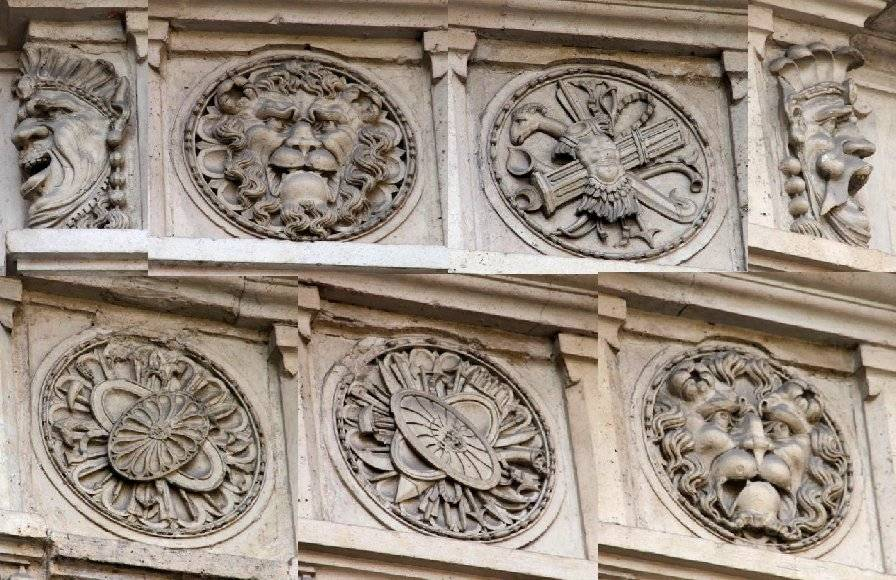
Detalle de las metopas del friso.
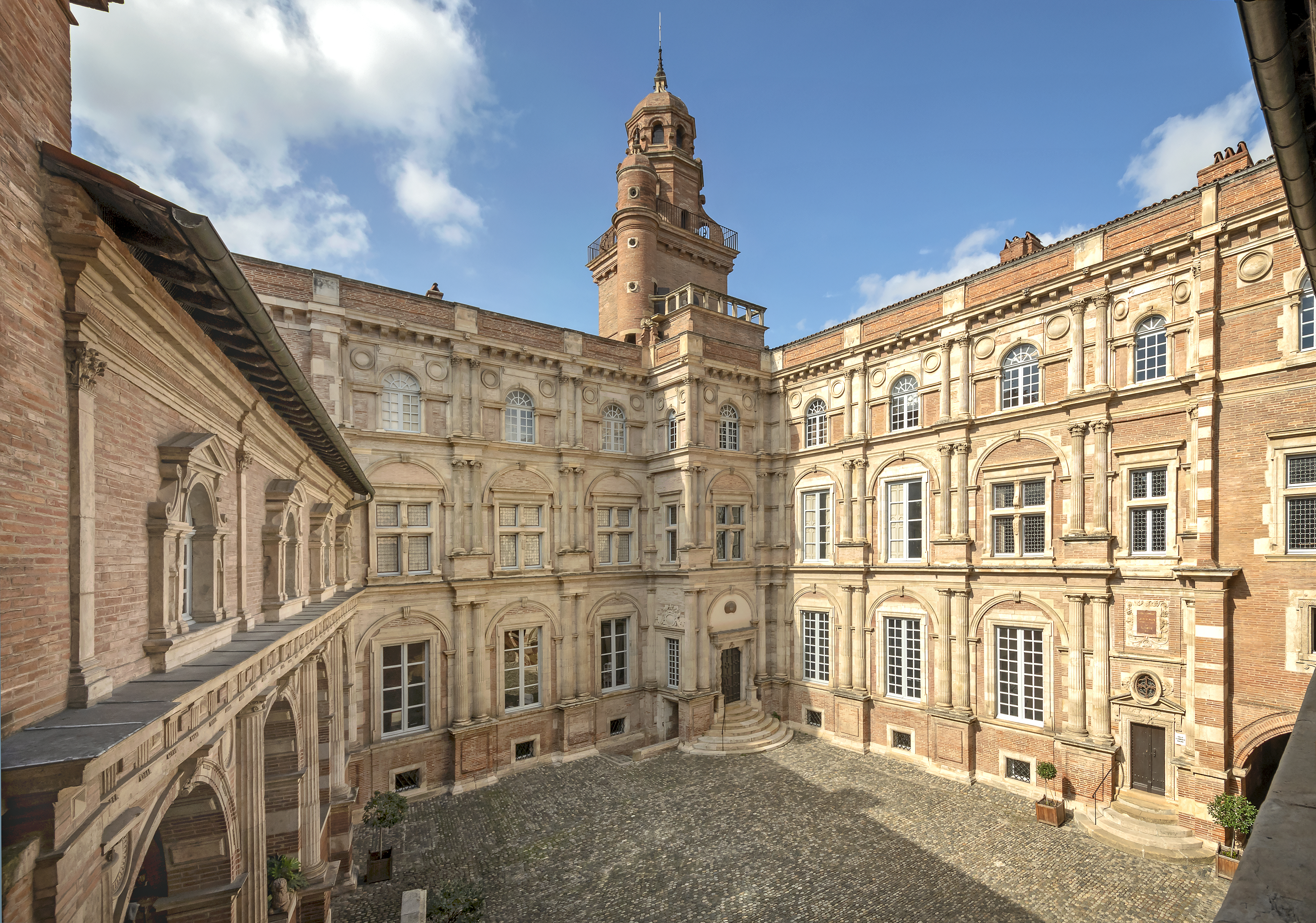
El patio interior.
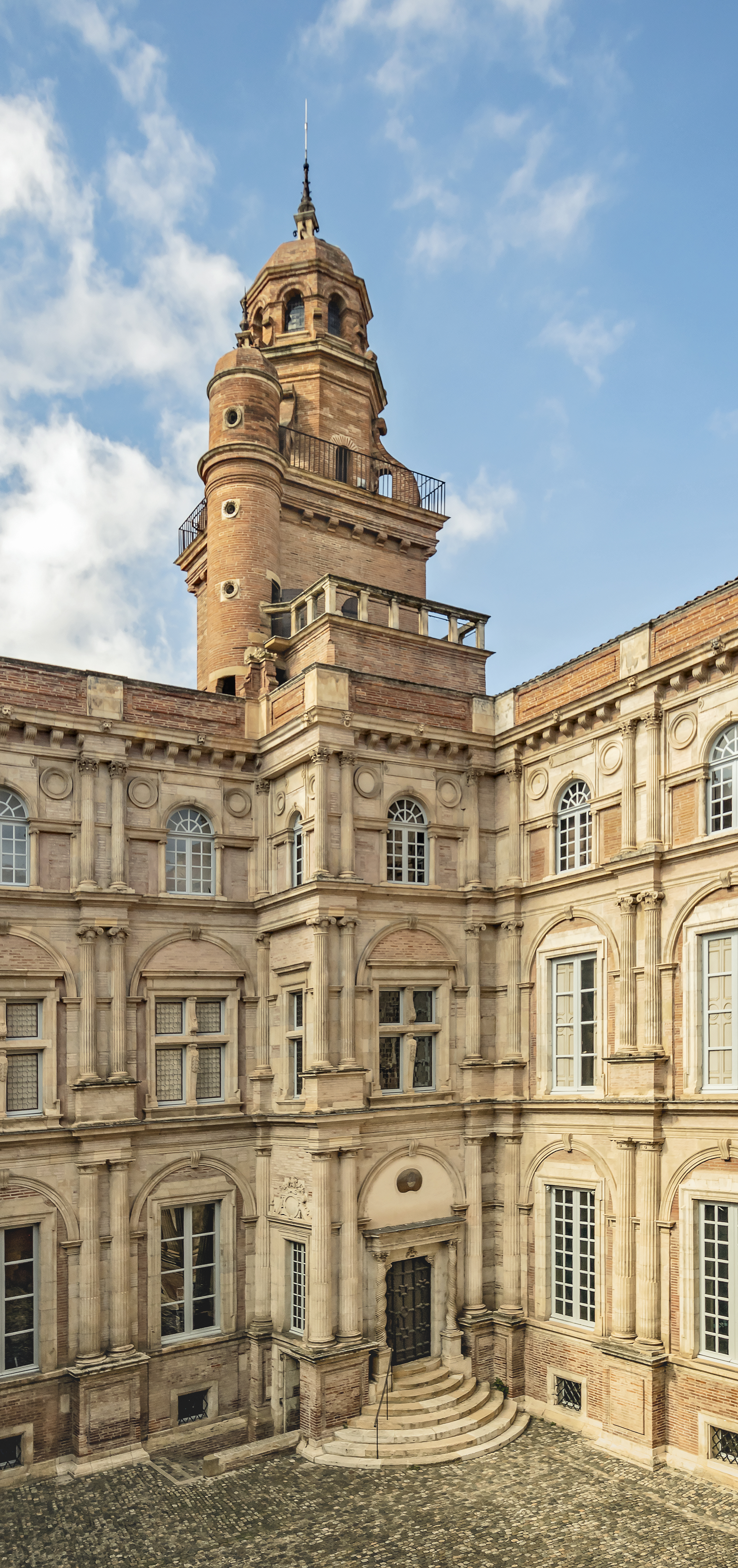
La torre.
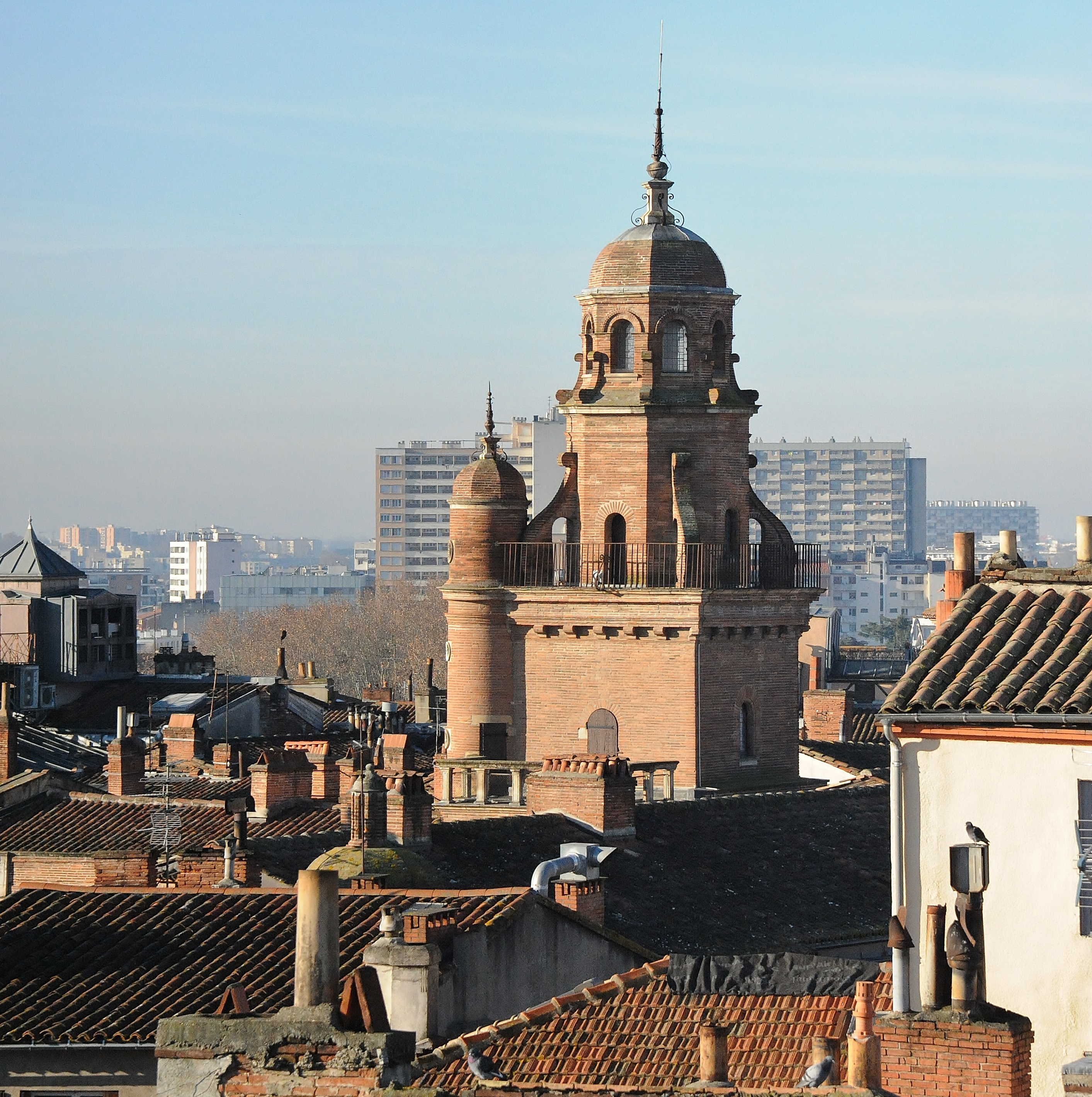
La cima de la torre.
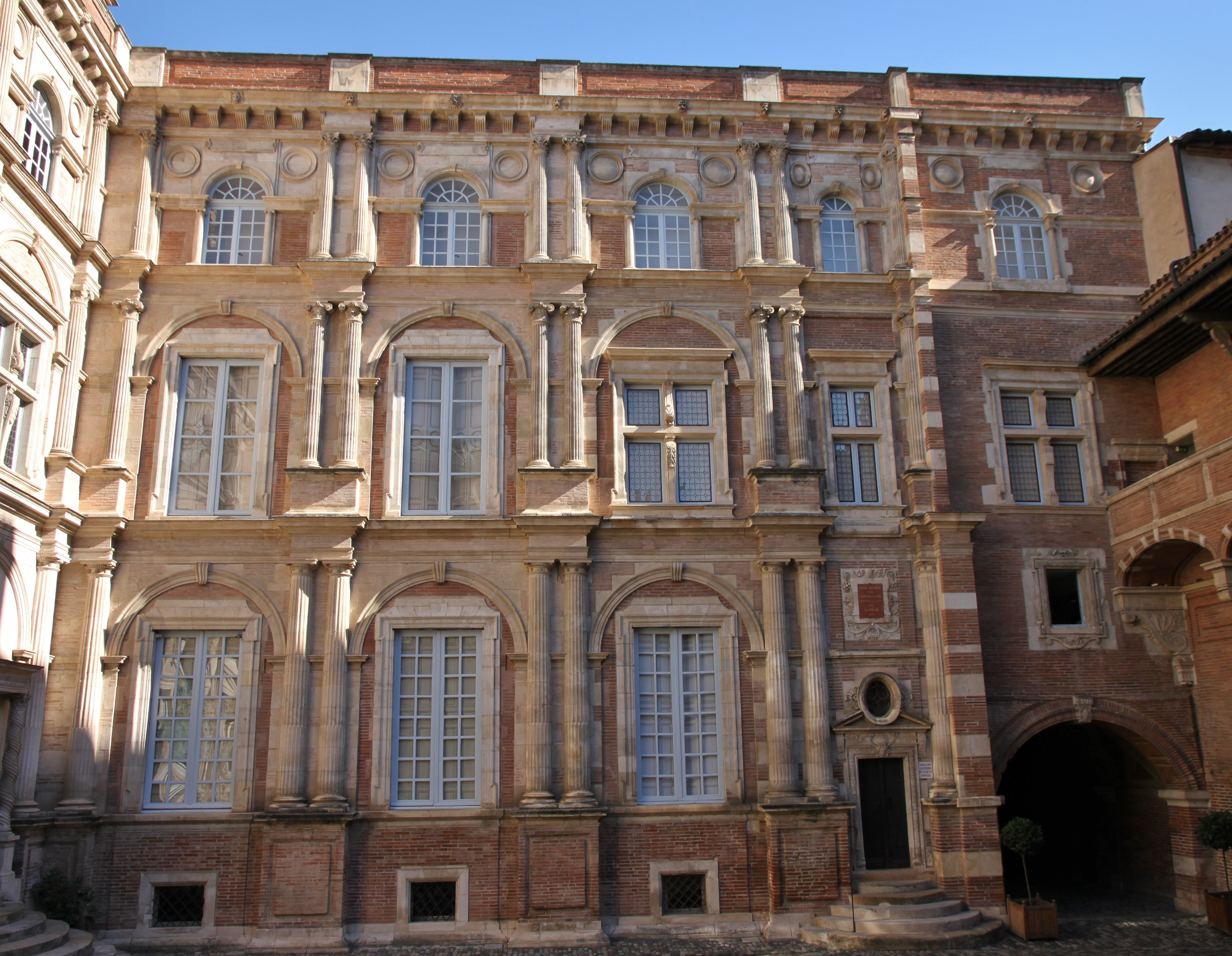
Fachada clásica.
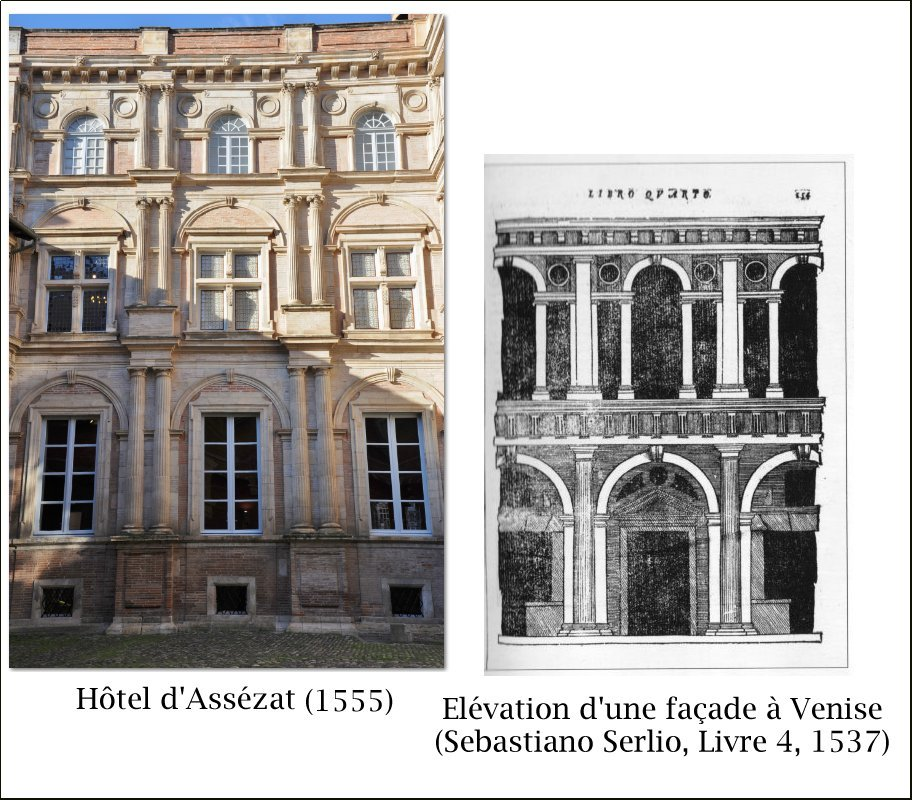
Otra influencia de un grabado de Serlio.
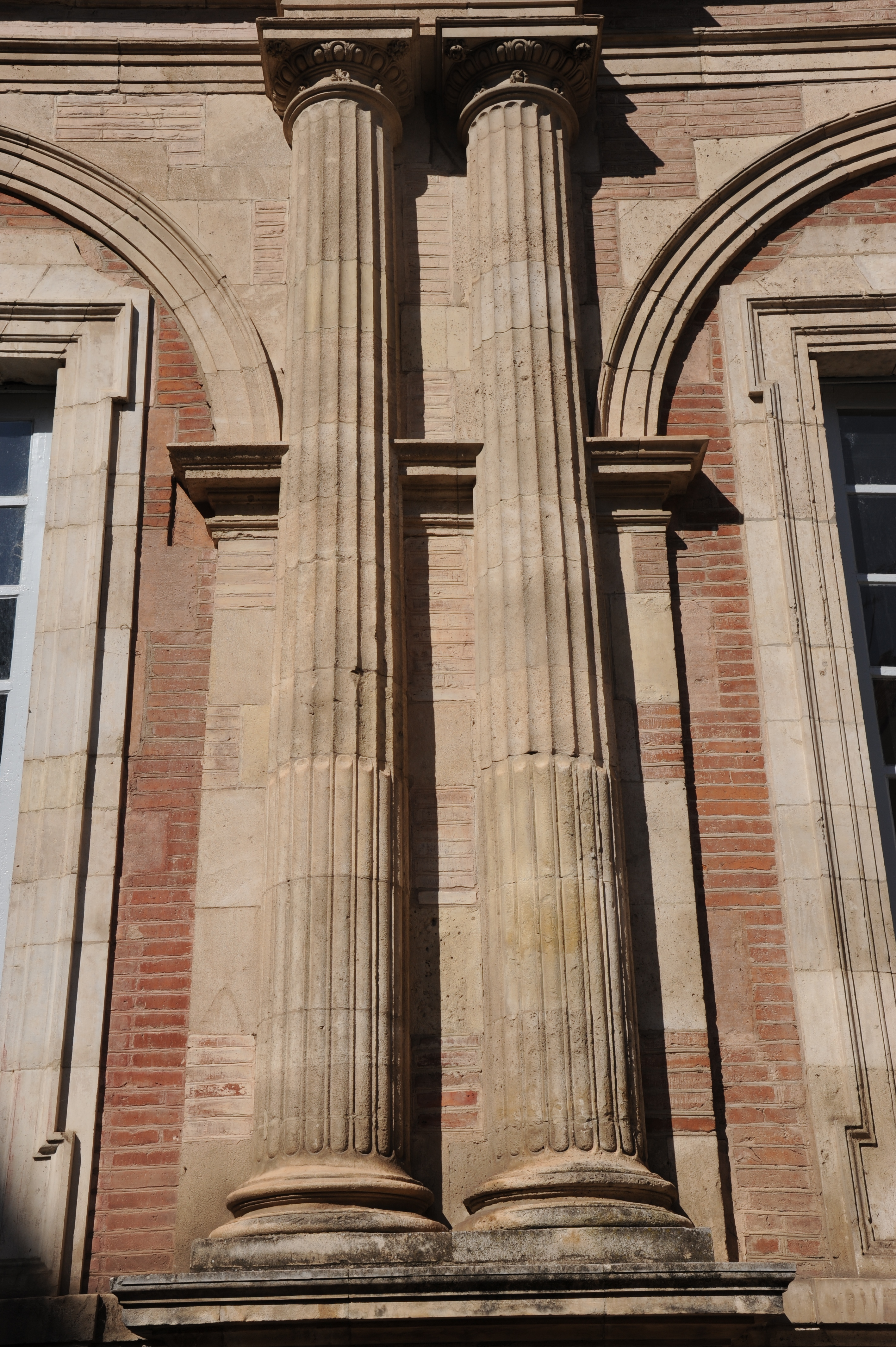
Columnas estriadas y rudas.
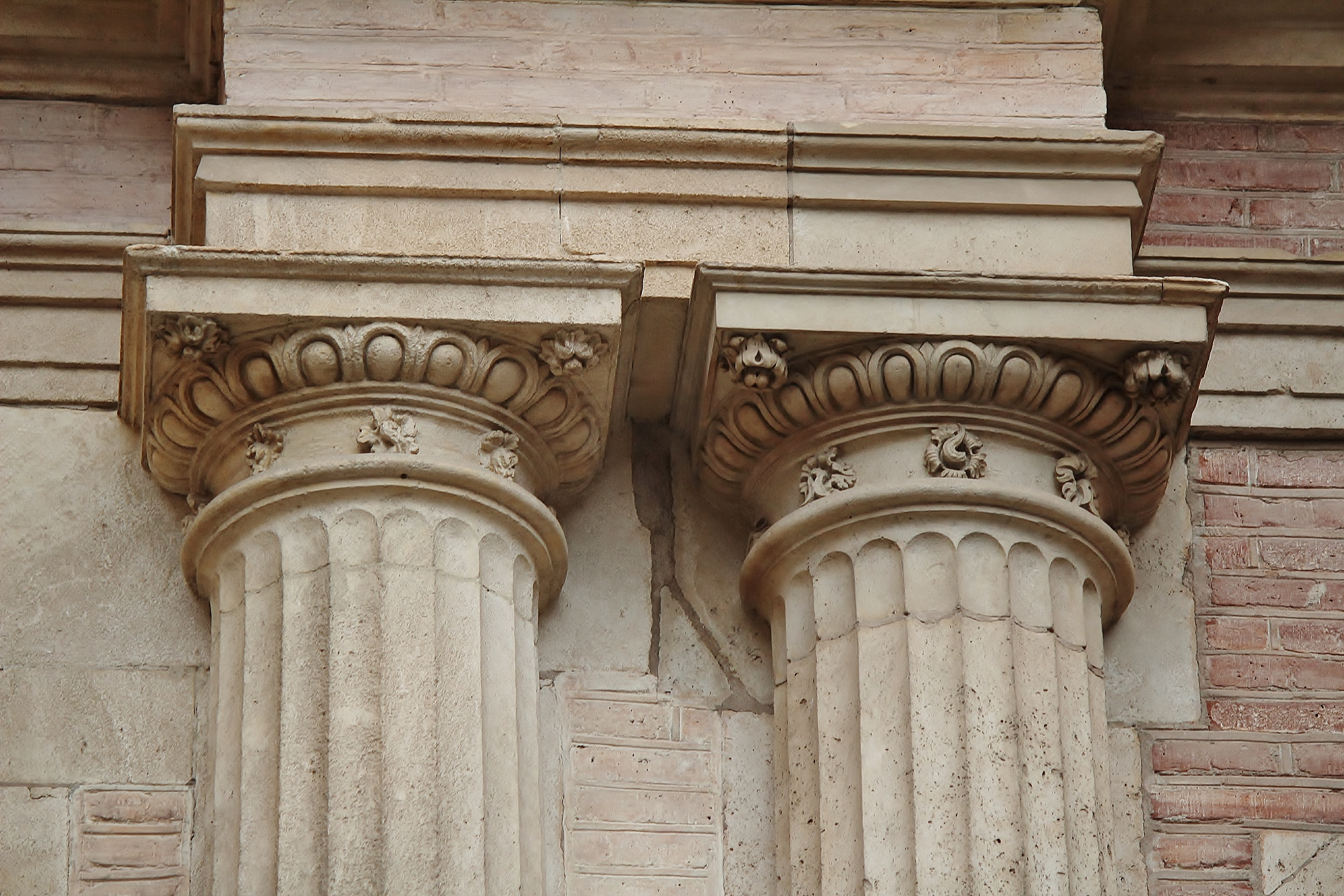
Capiteles dóricos.
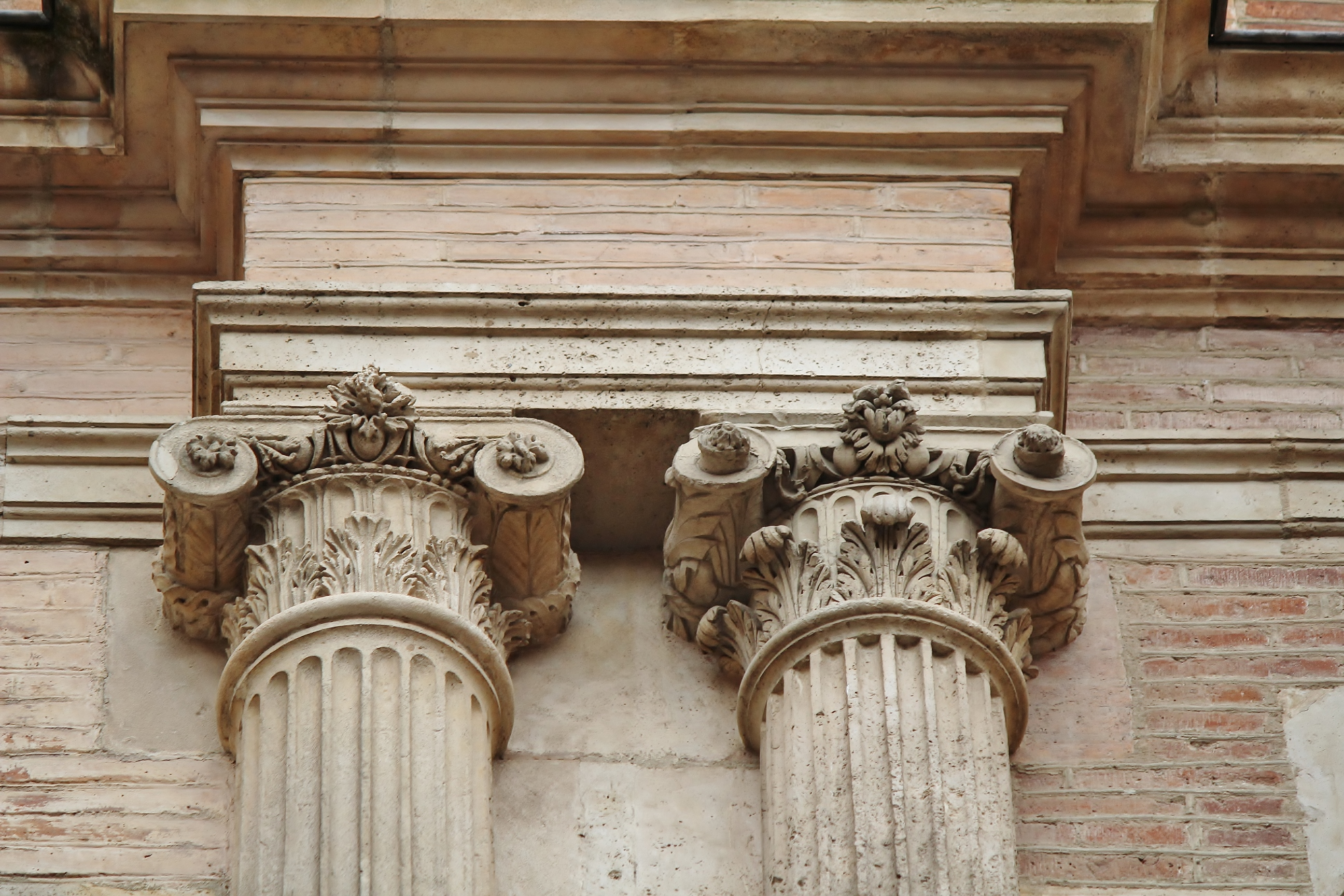
Capitales iónicos.
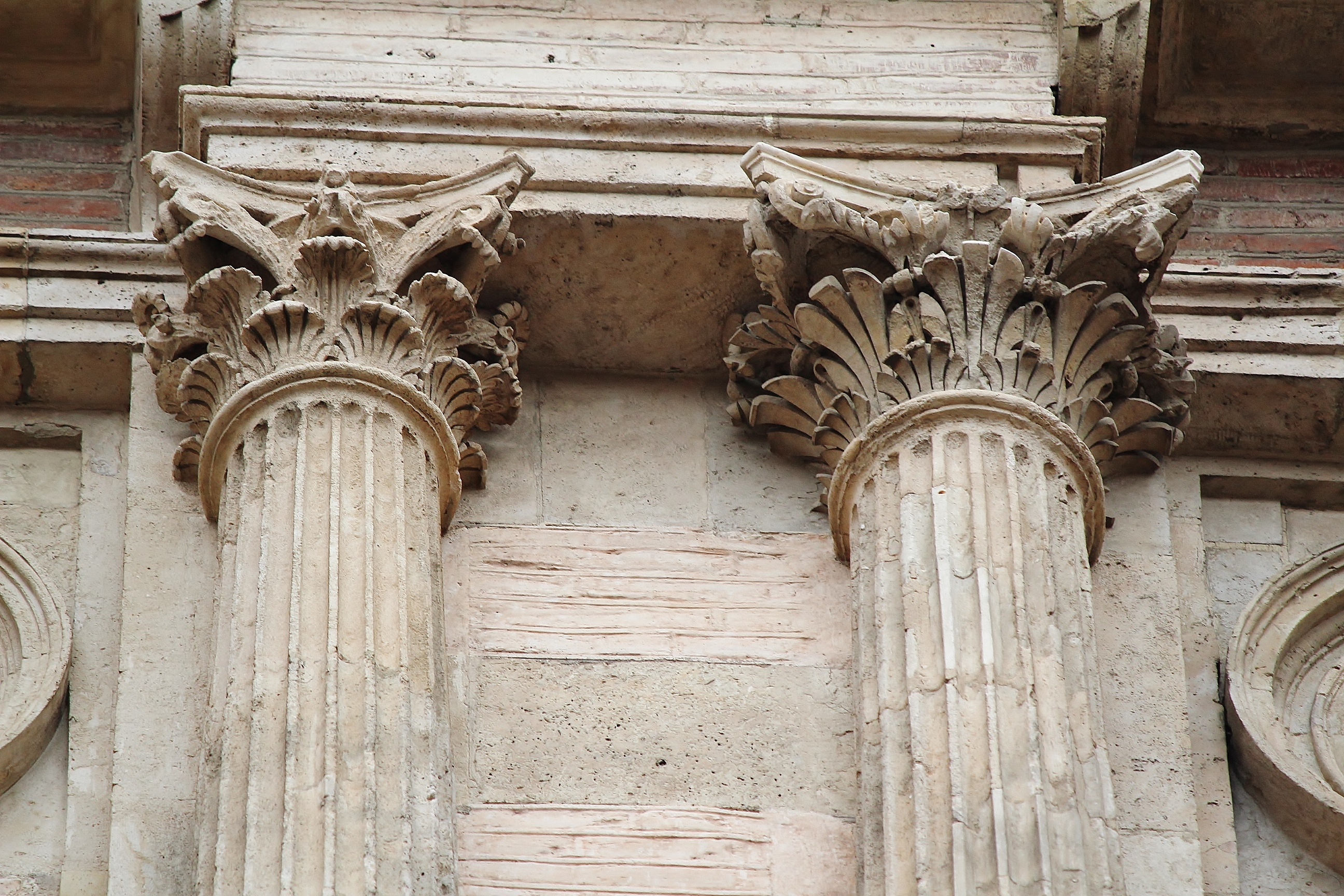
Capiteles corintios.
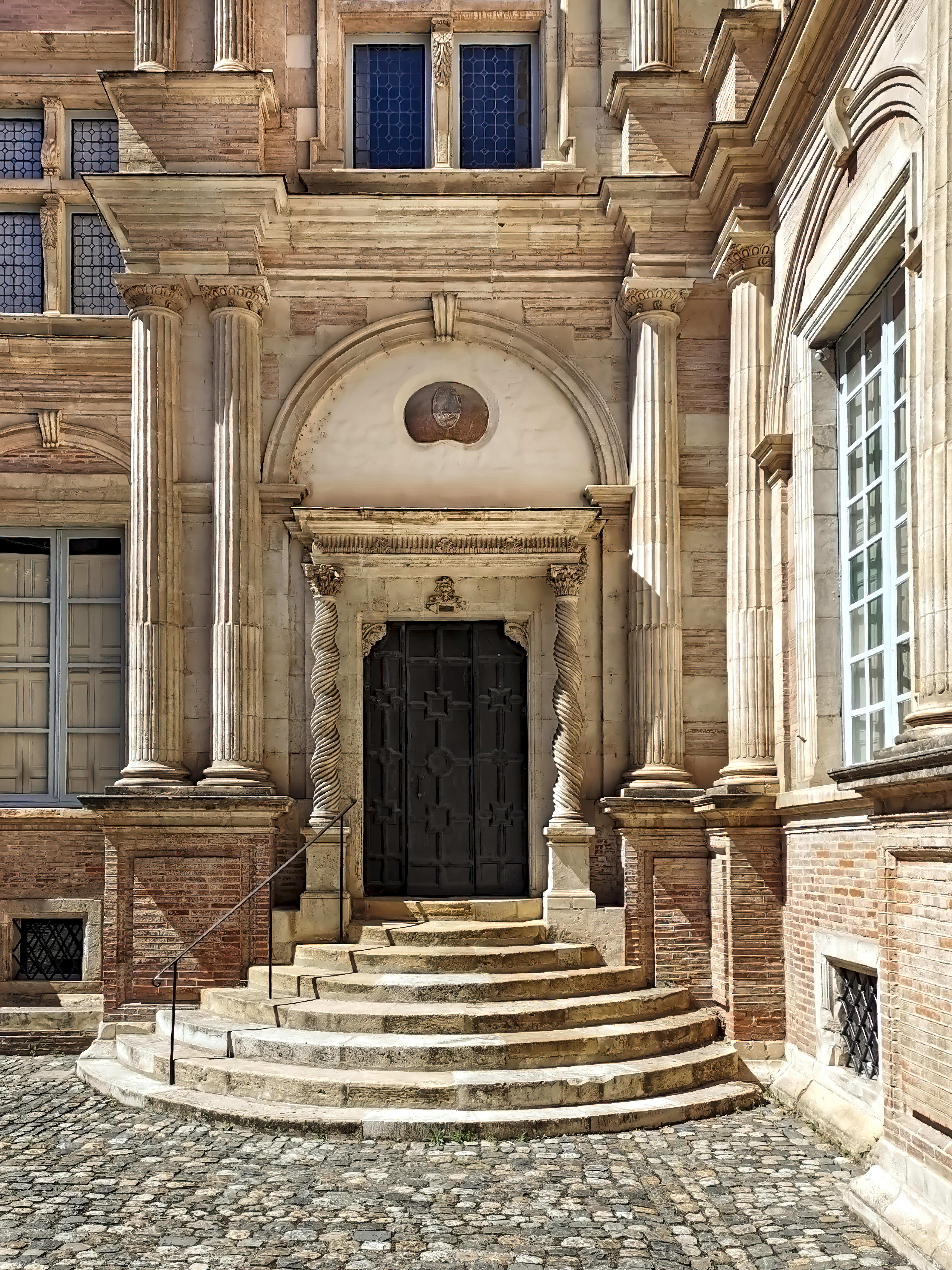
Puerta de la escalera principal.
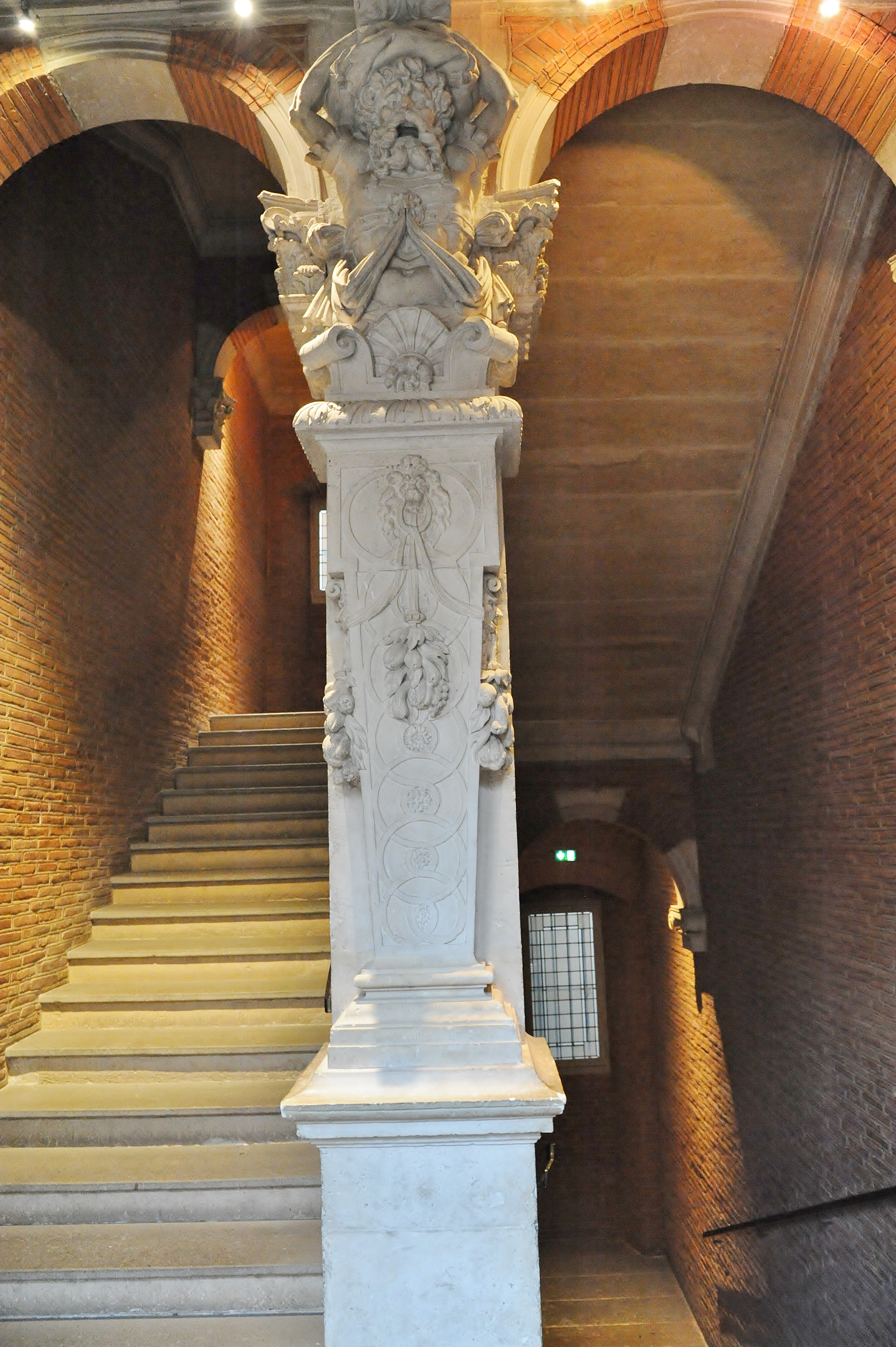
La escalera.
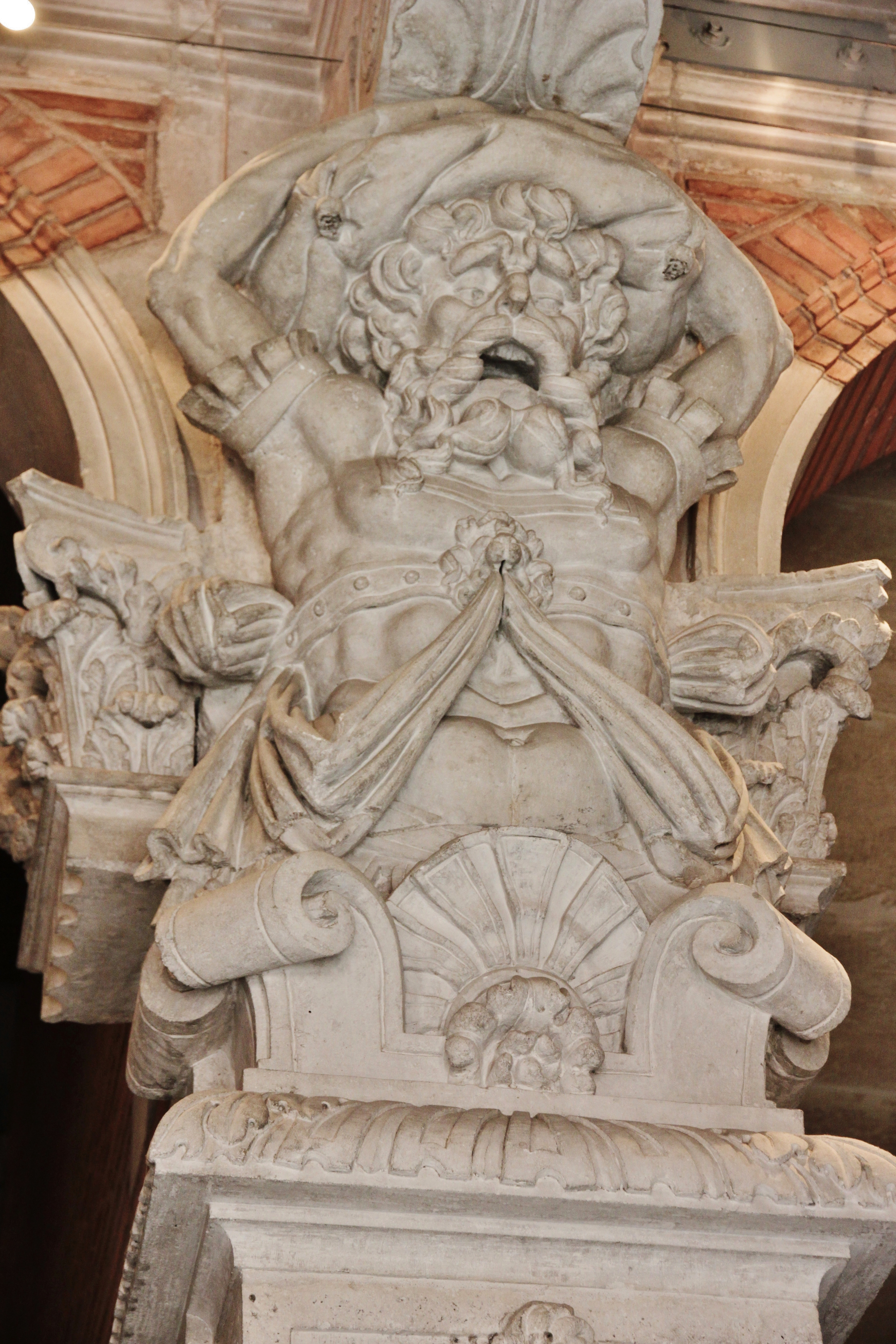
Escalera atlante.
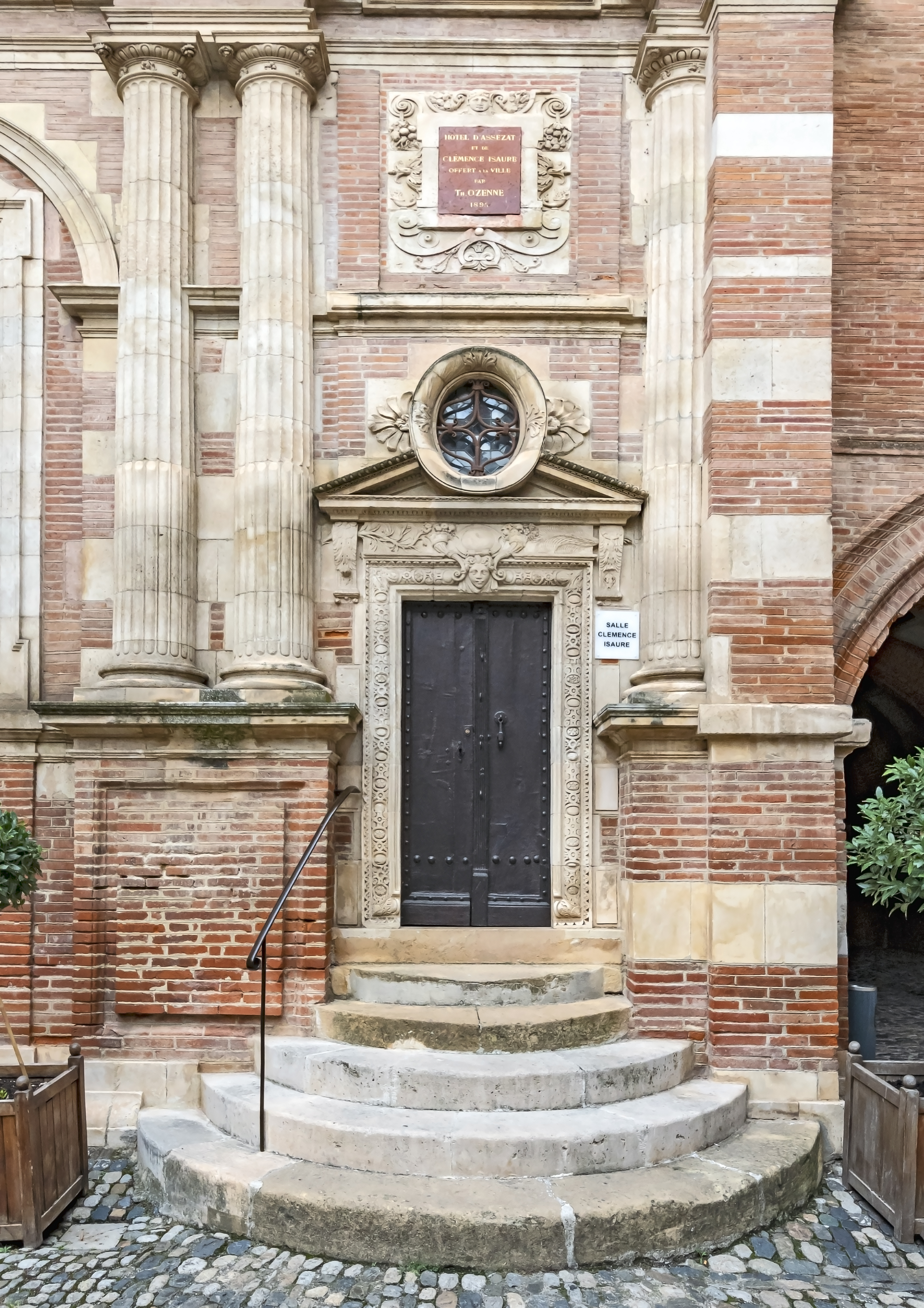
Antigua puerta de la oficina del comerciante.
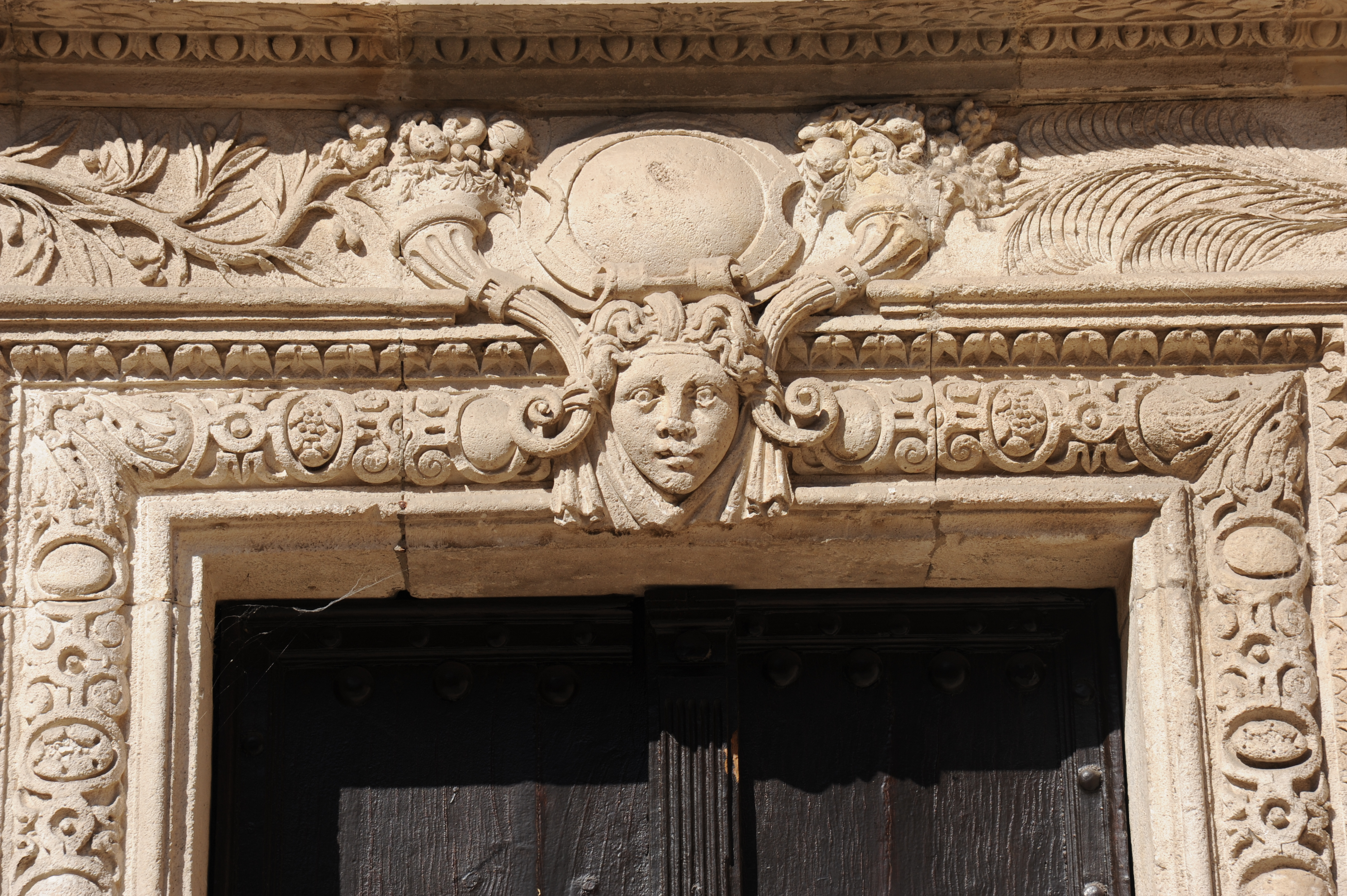
Detalle de la entrada.
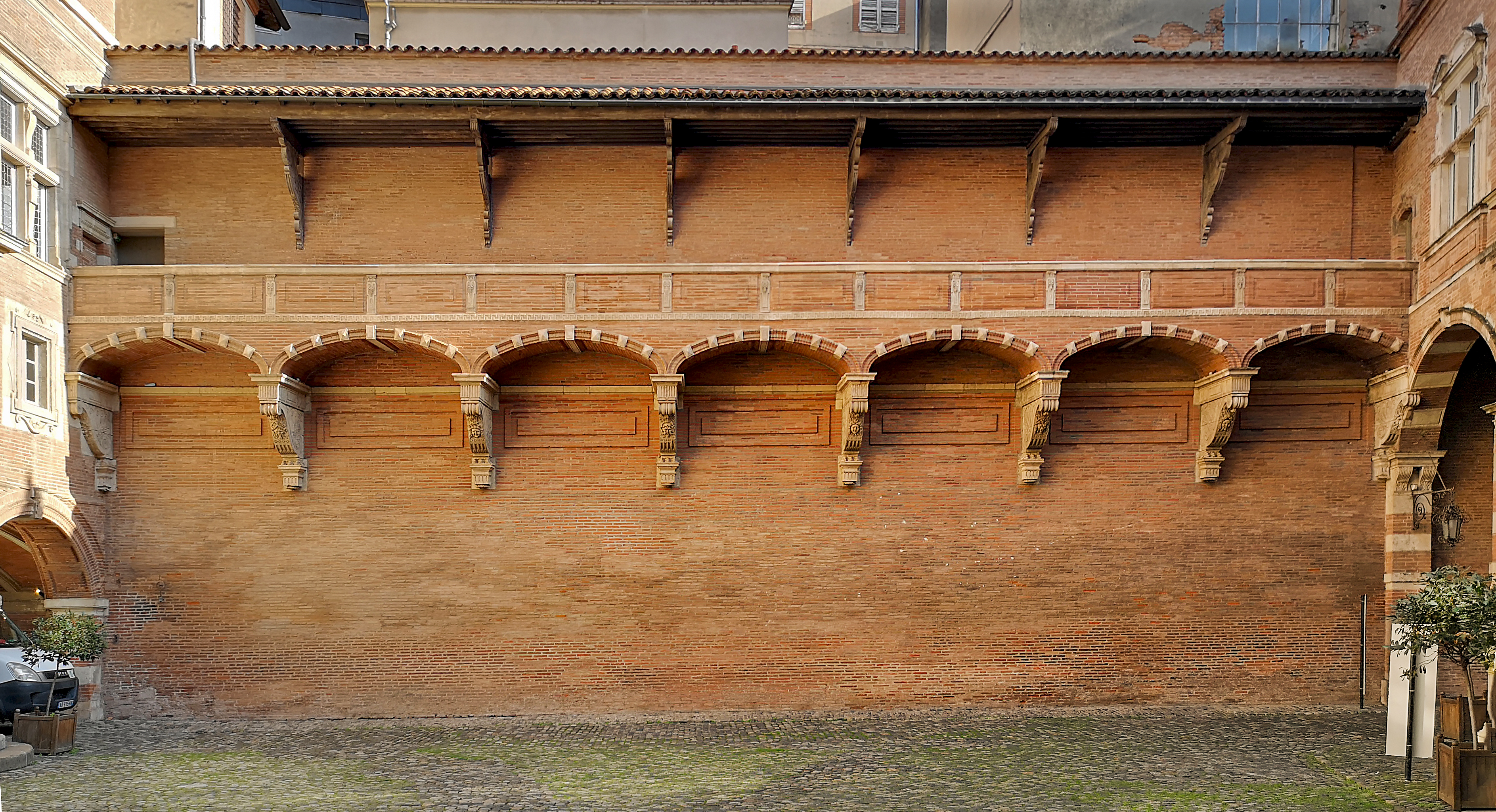
Corredor de la pared este.
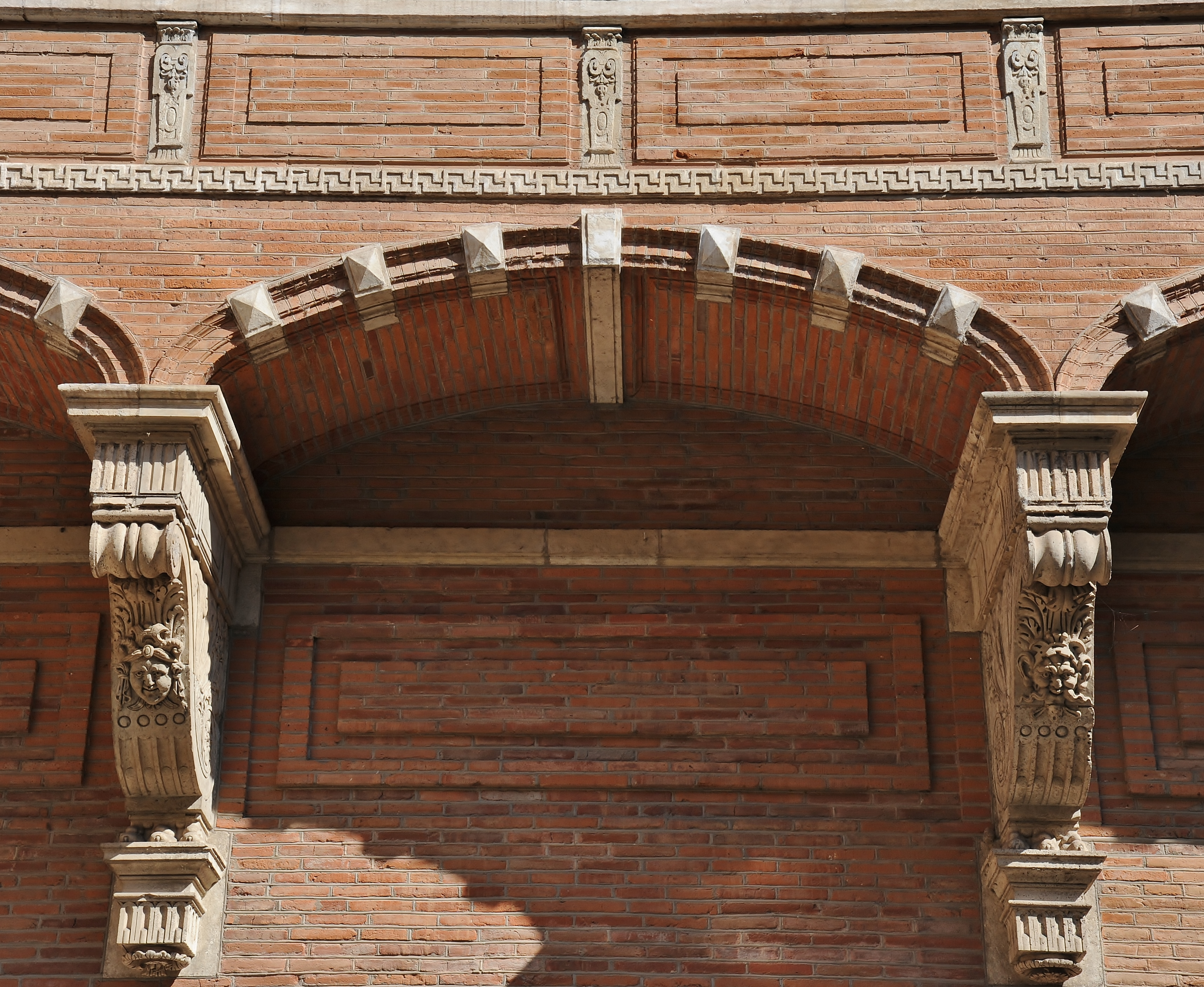
Arco de soporte.
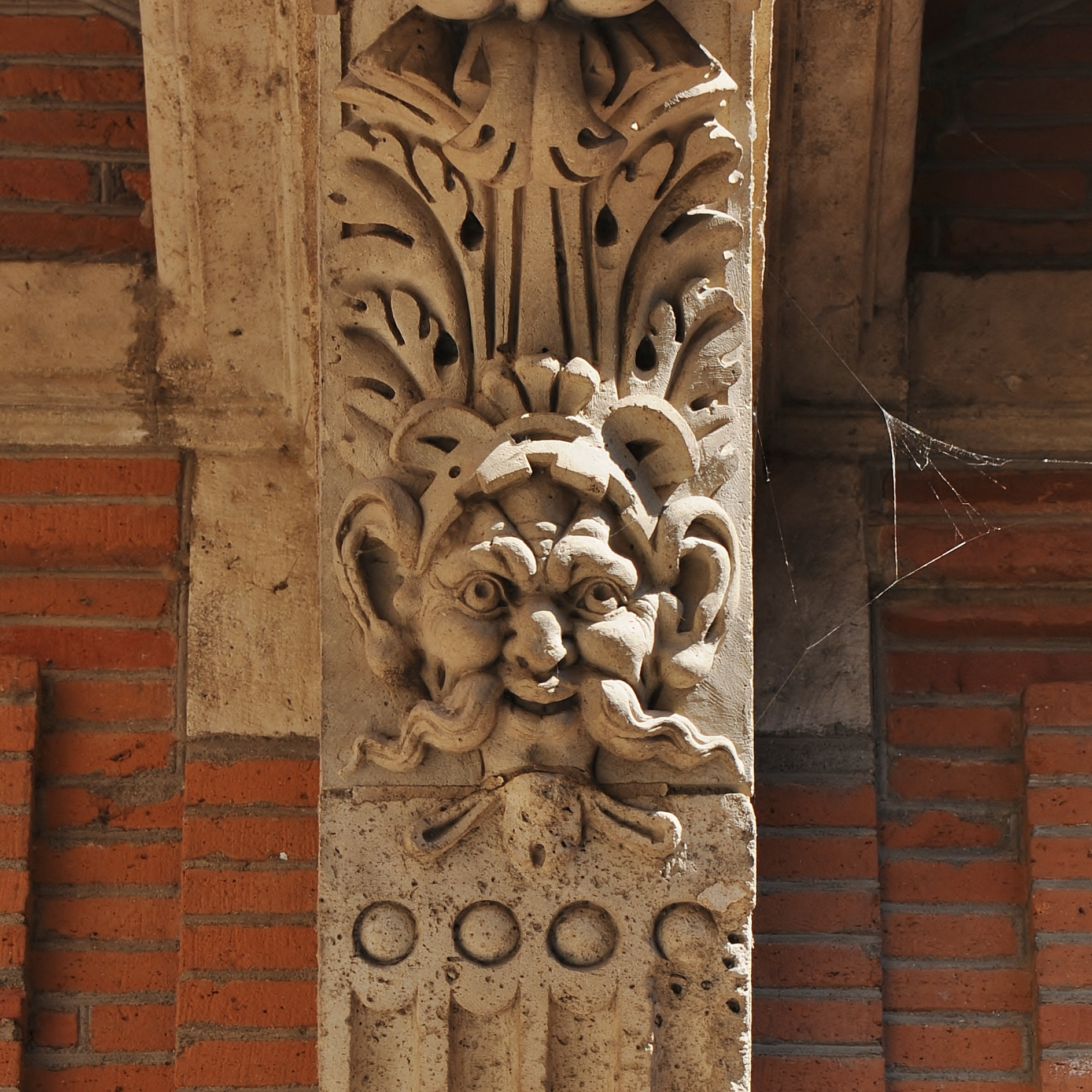
Decoración manierista.
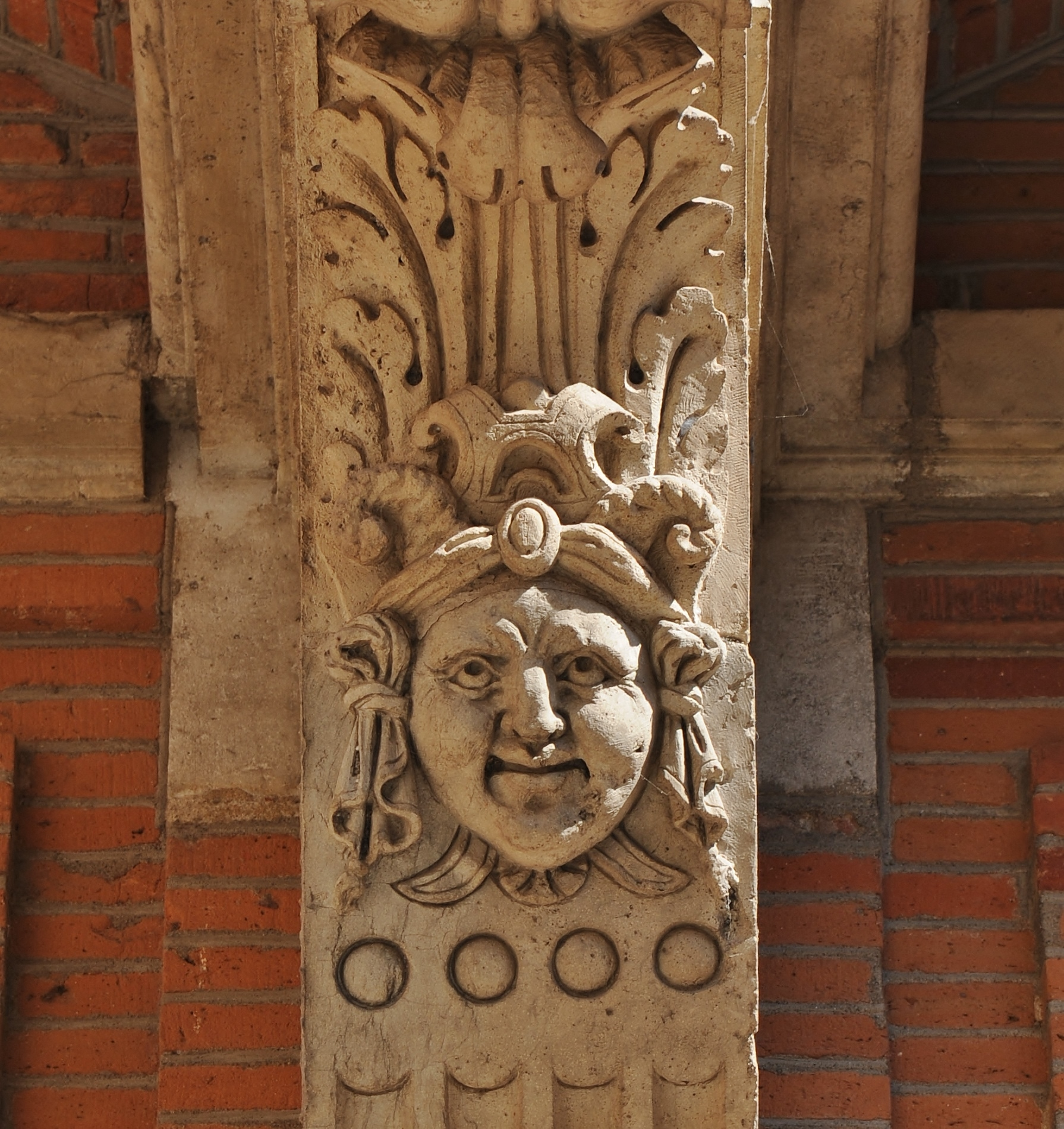
Decoración manierista.
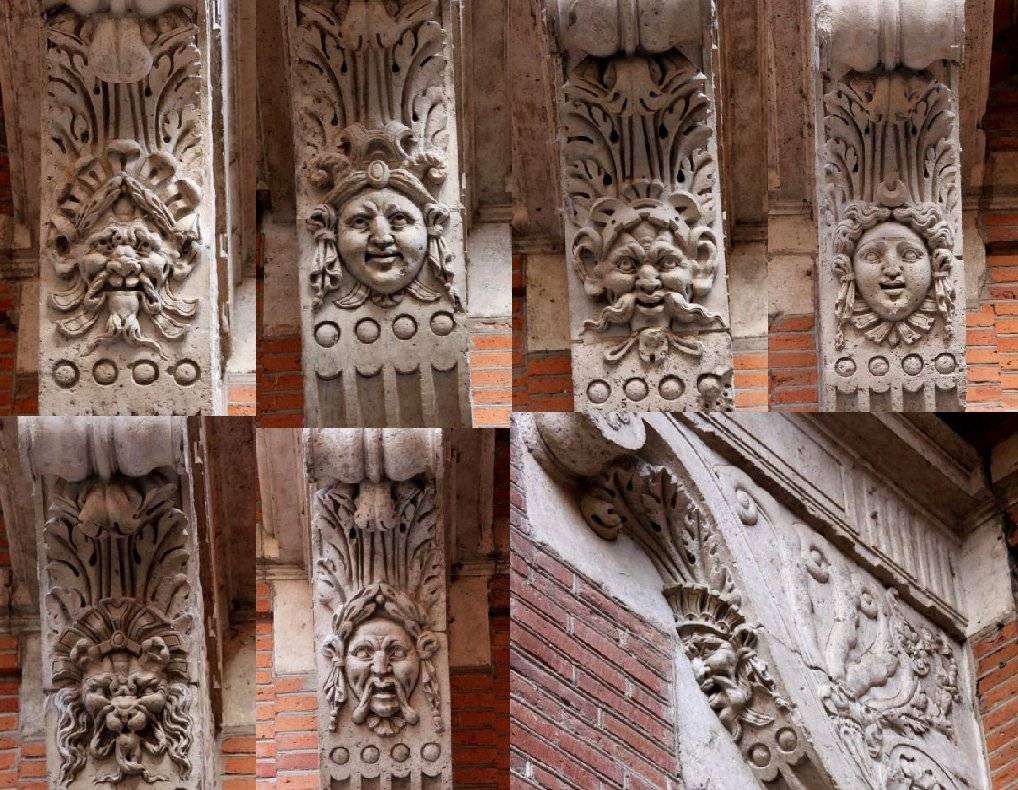
Decoración manierista.
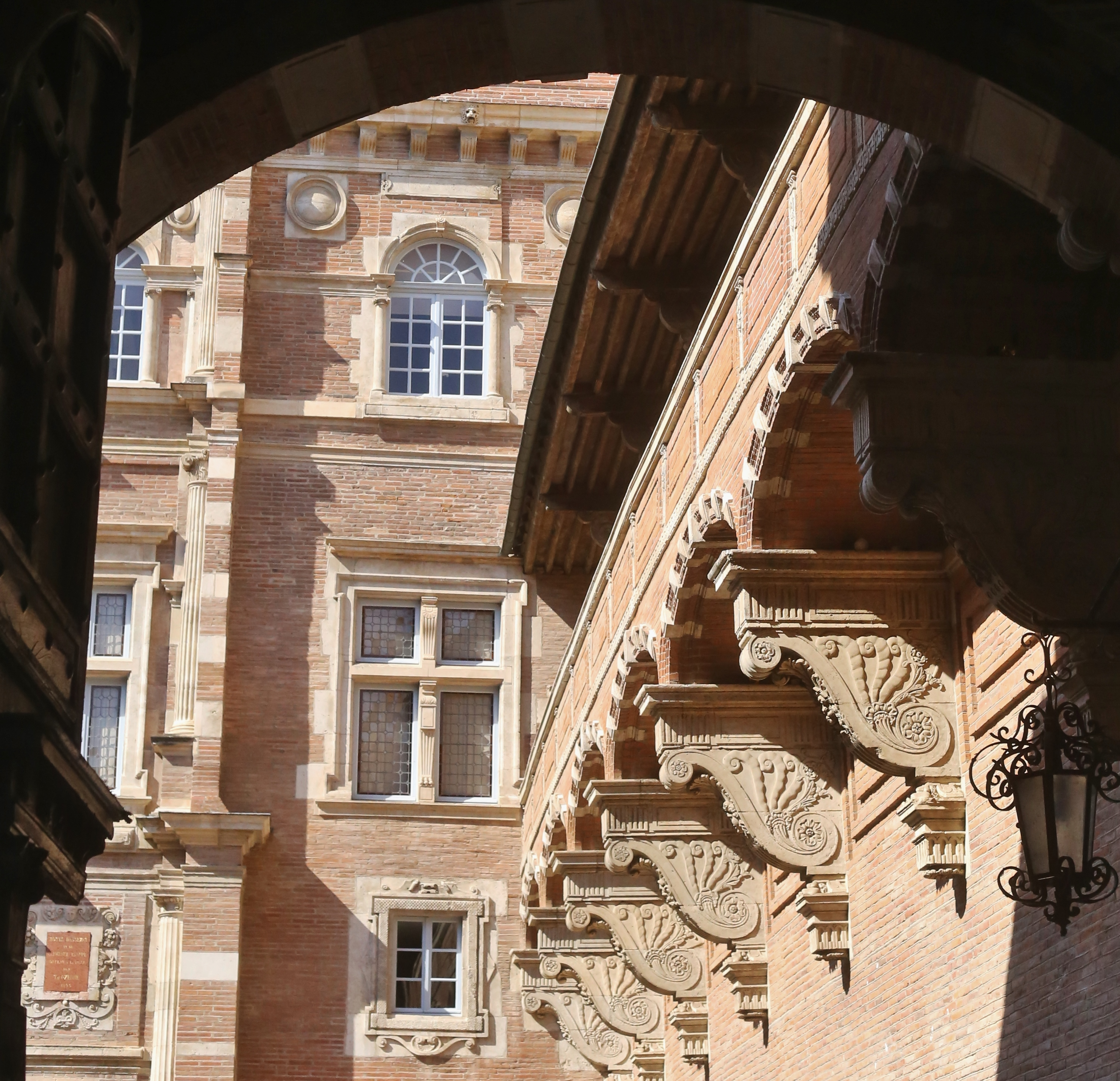
Consolas y pods iónicos.
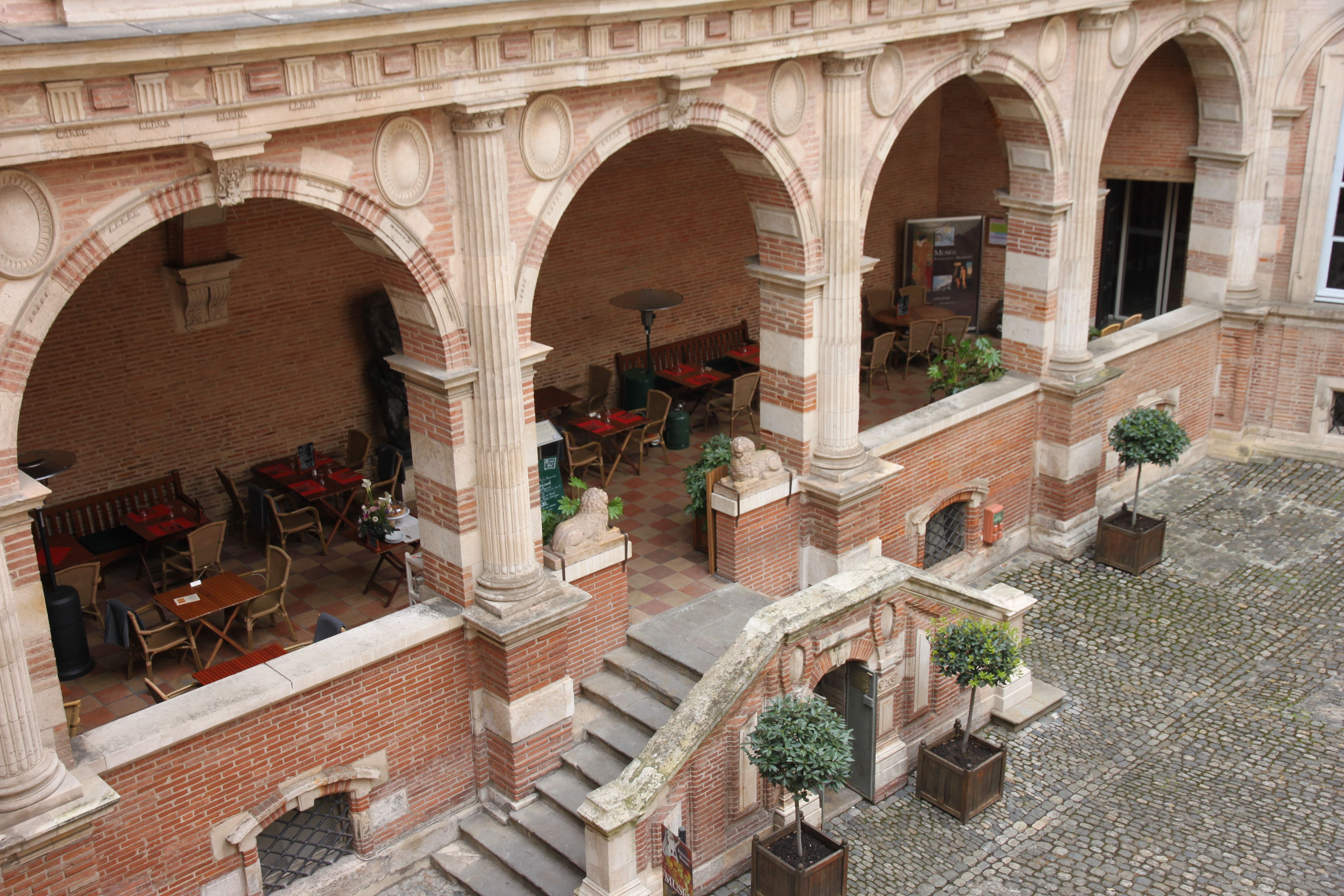
Logia.
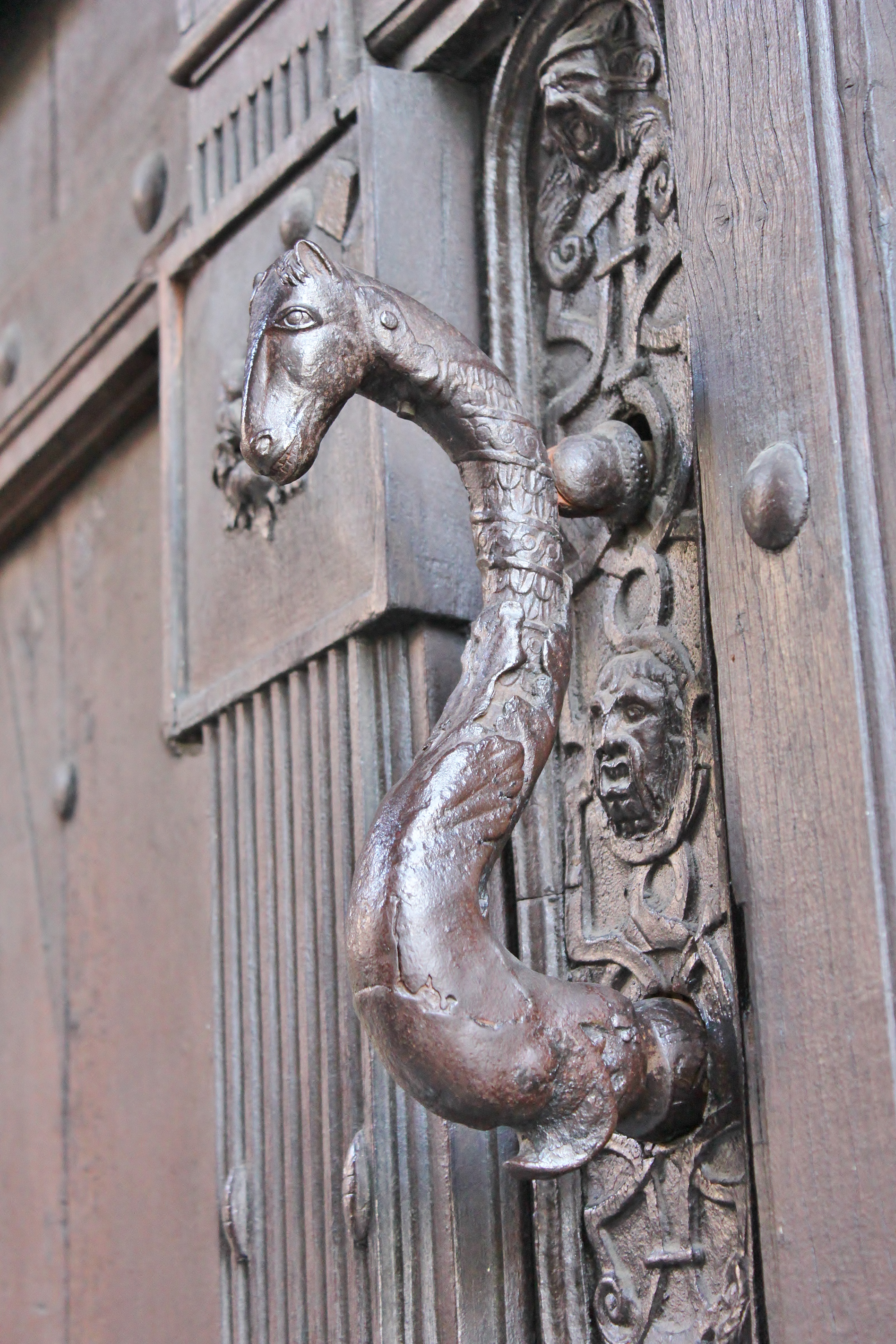
Aldaba.
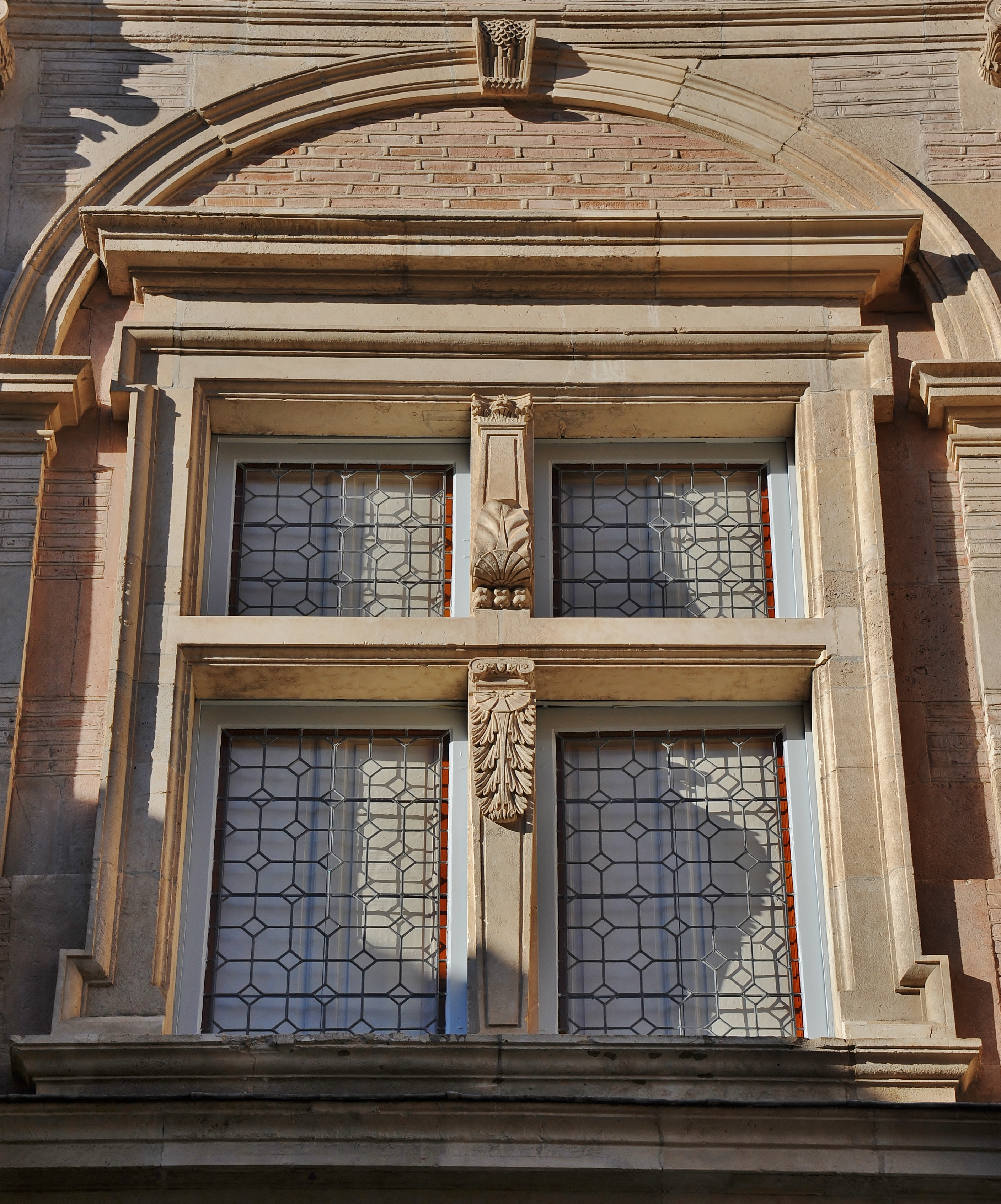
Ventana.
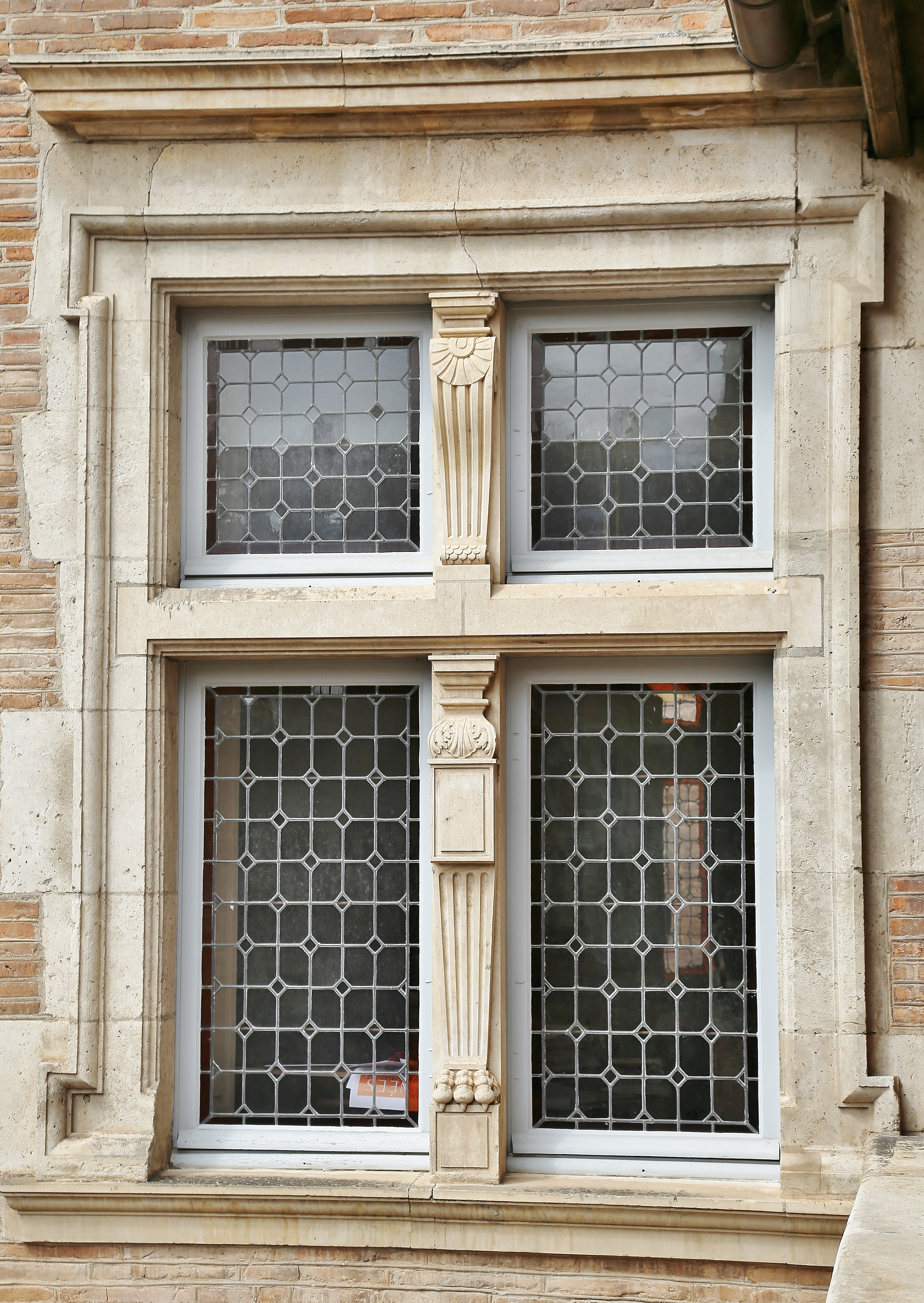
Ventana.
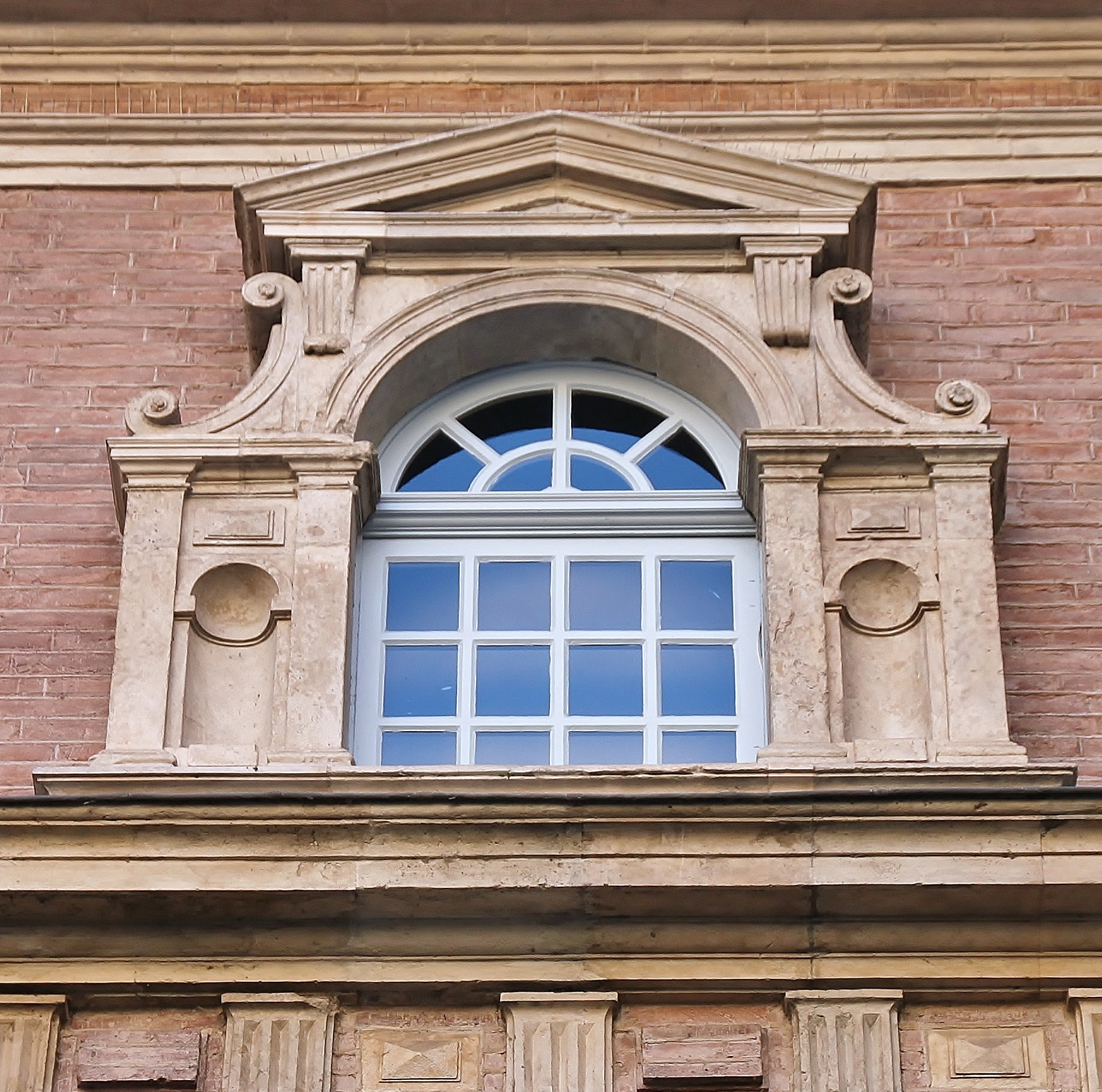
Ventana.
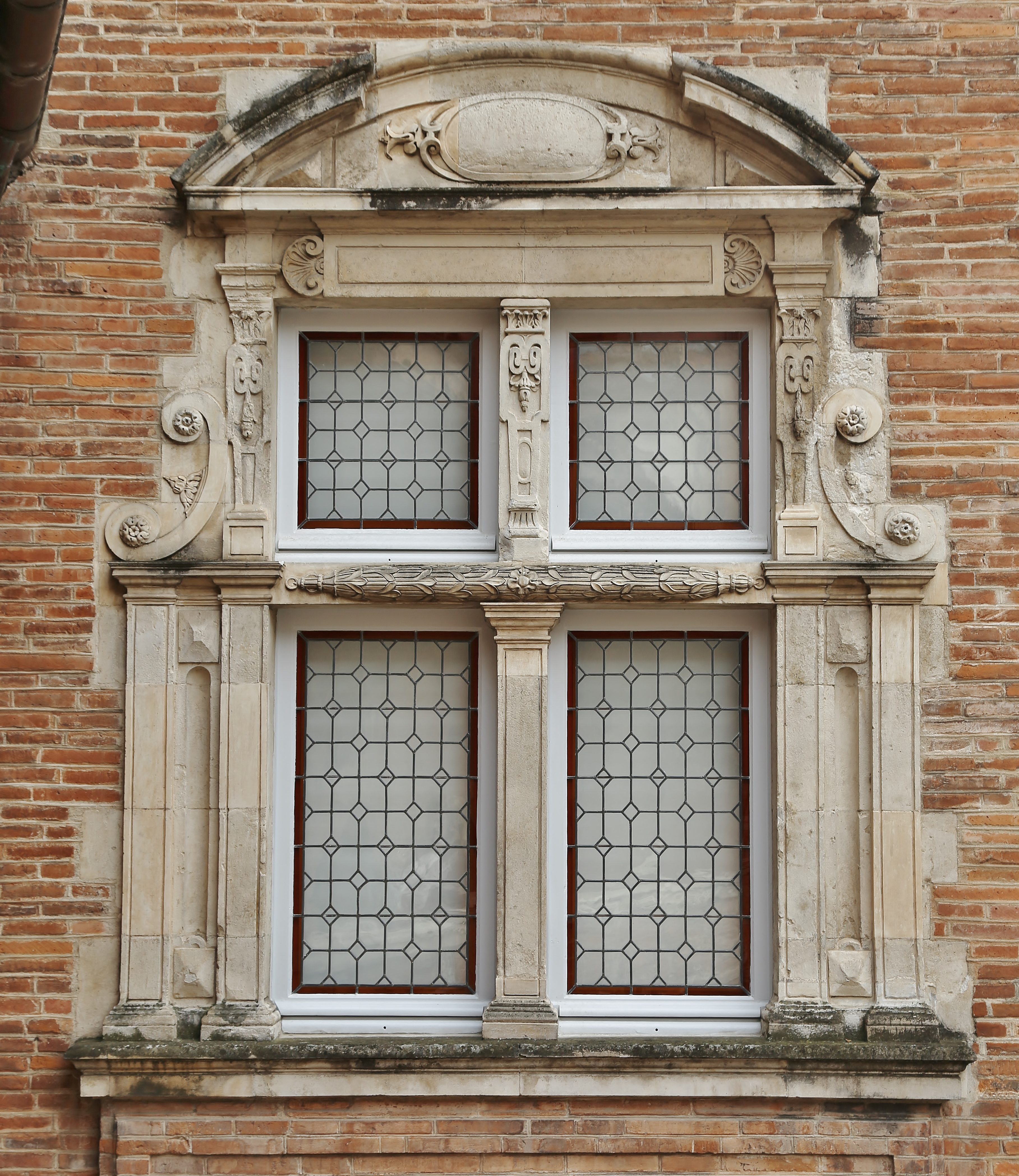
Ventana.
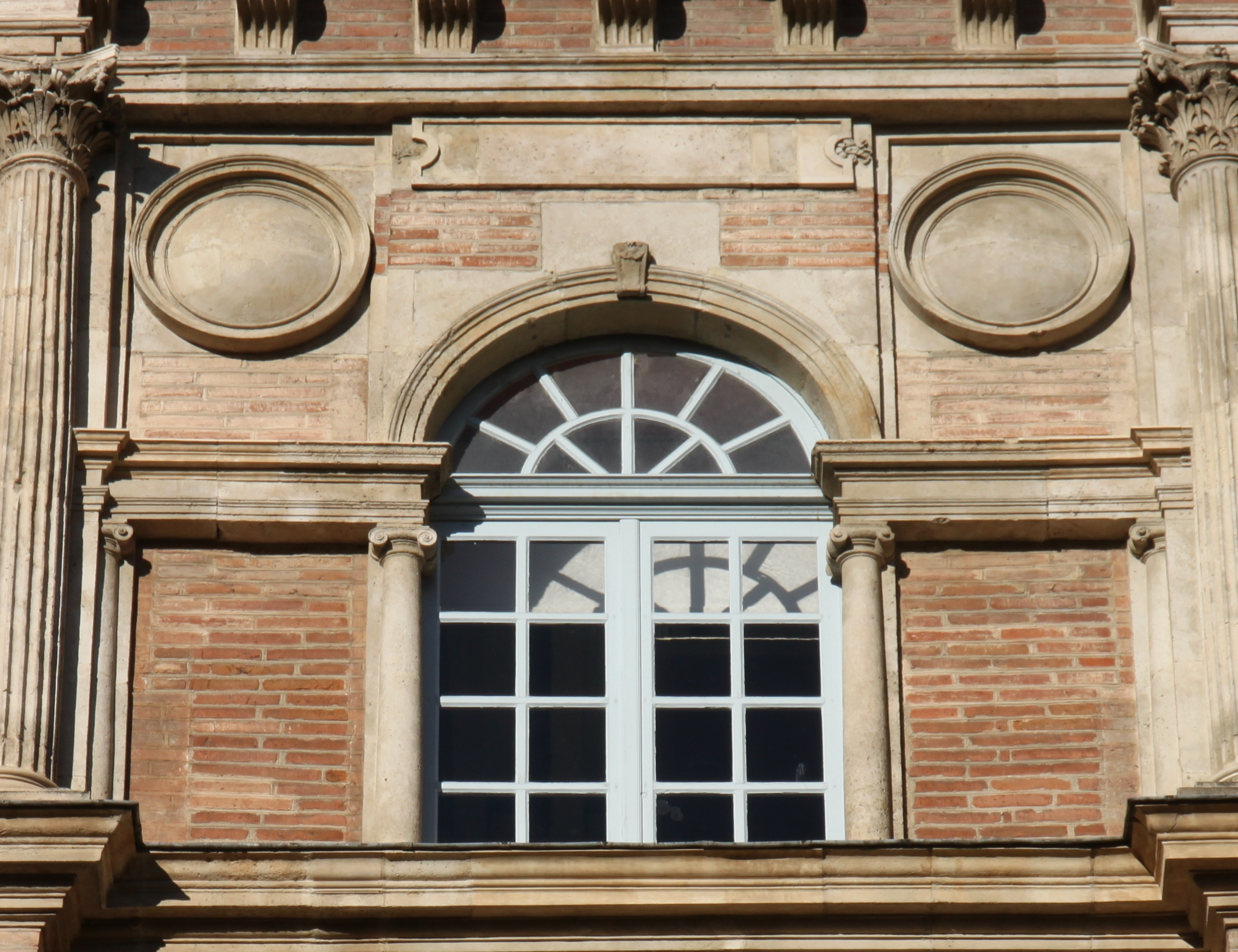
Ventana serlienne.
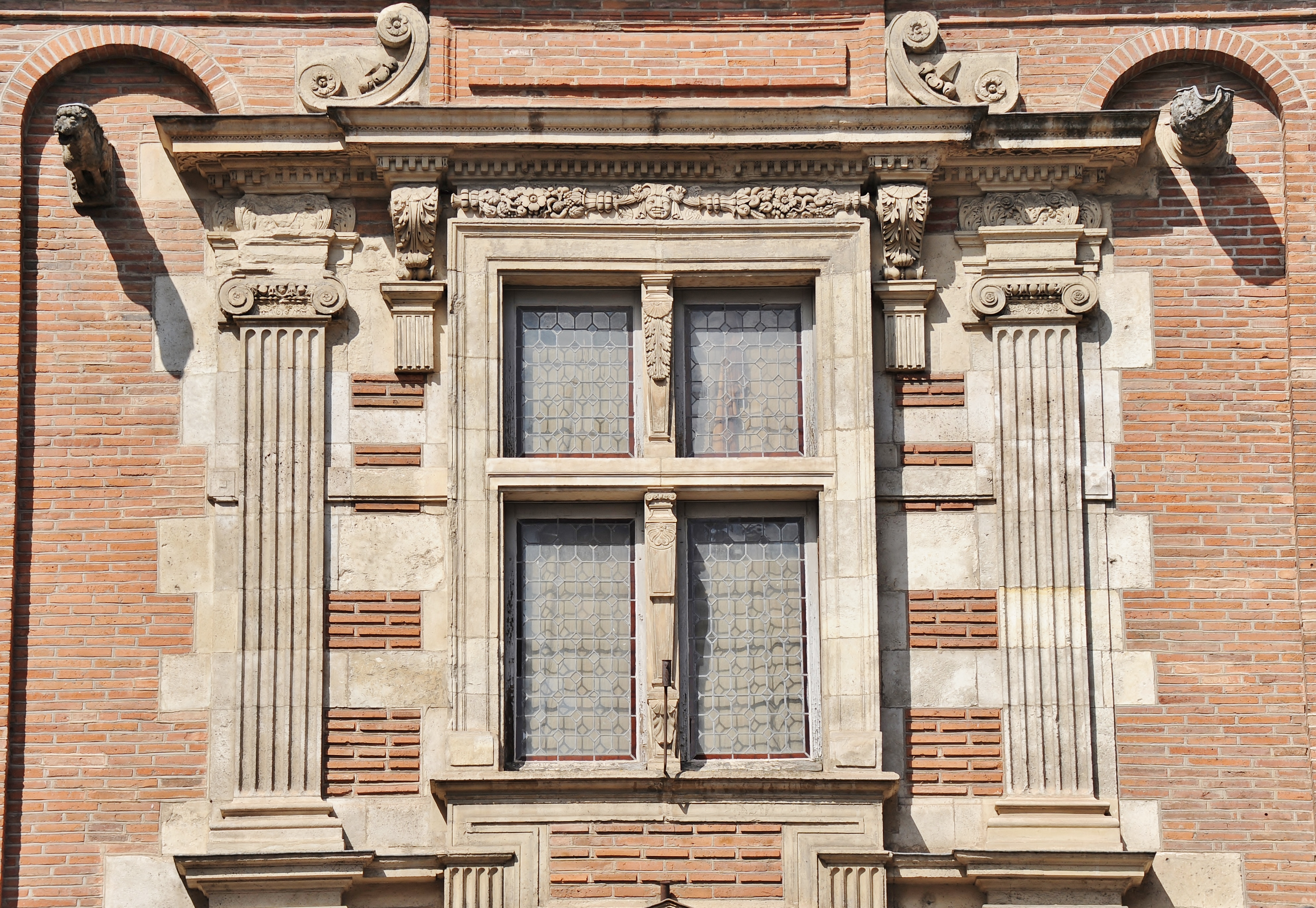
Ventana de la oficina del comerciante en la calle.
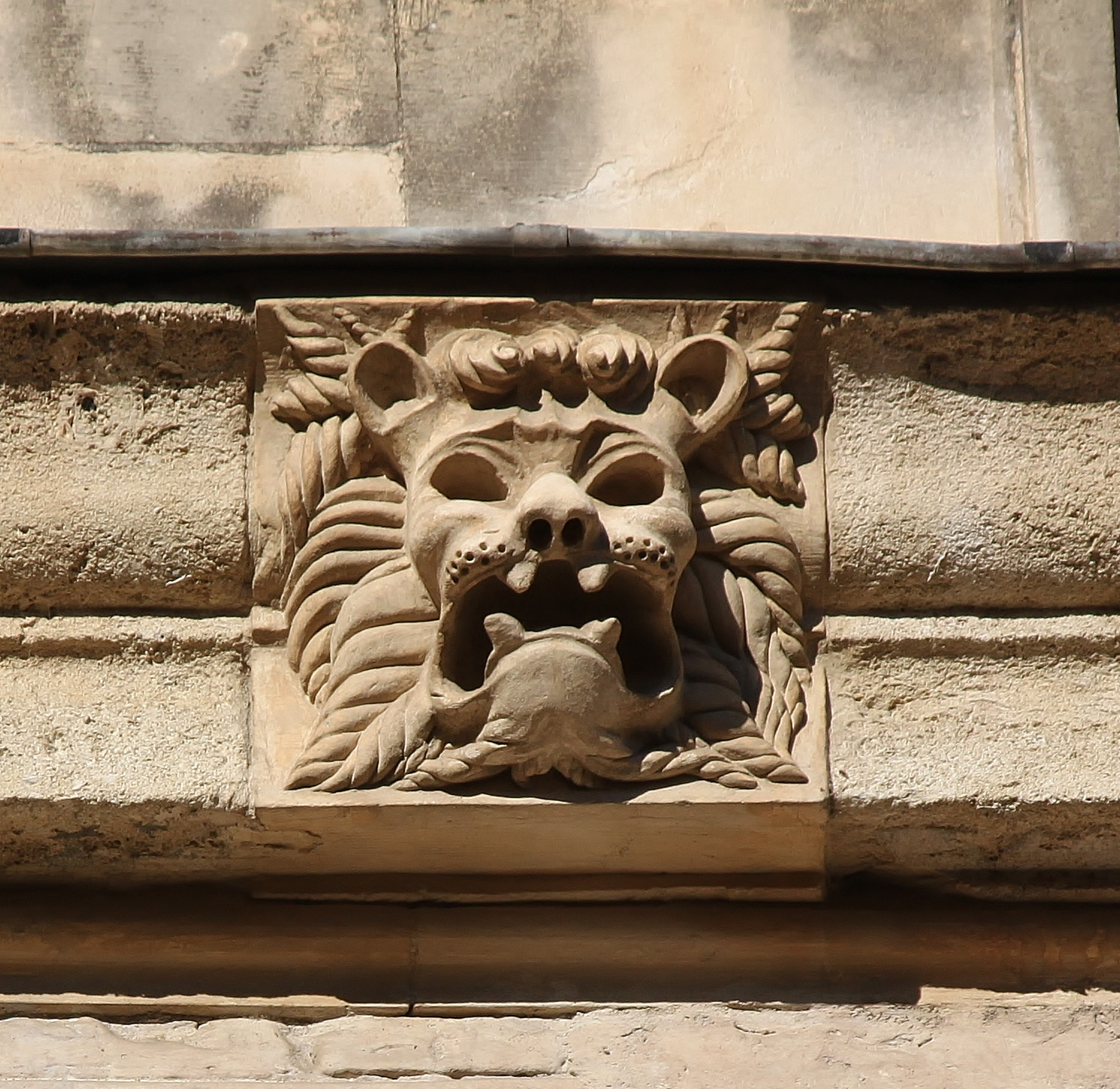
Bozal de león que sirve como gárgola.

### Unión de academias y de sociedades científicas

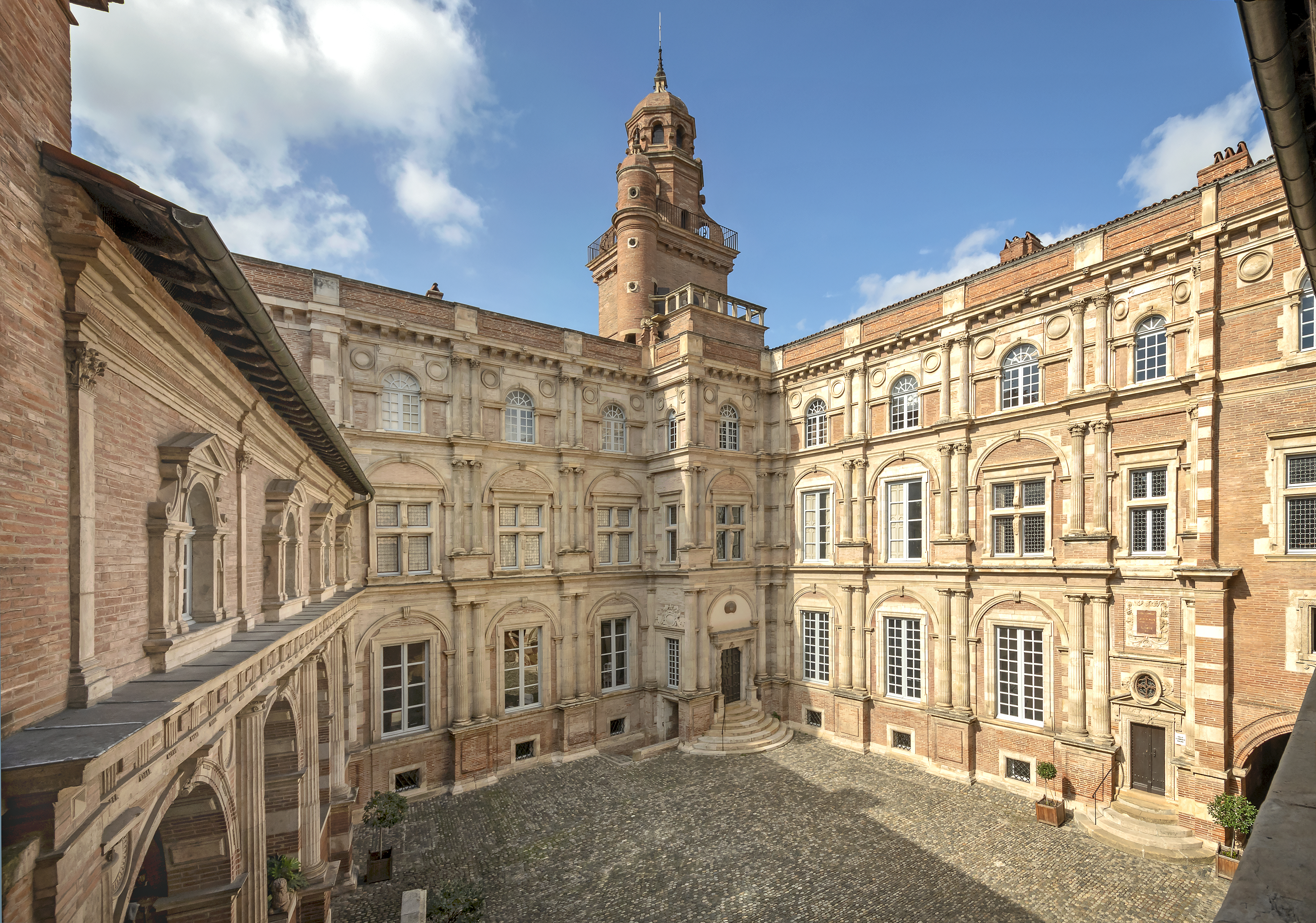
El patio interior.

El Hôtel d'Assézat es la sede de la unión de las academias y las sociedades científicas, formada por seis asociaciones:
- La Académie des Jeux floraux: Fundada en 1323 por siete trovadores con el objetivo de perpetuar en Toulouse el lirismo cortés. Desde su fundación, el tres de mayo de cada año se celebran los juegos florales. Esta academia se considera la sociedad literaria más antigua del mundo occidental.
- La Société archéologique du Midi de la France: Estudia los monumentos del sur de Francia.
- La Académie des sciences, inscriptions et belles-lettres de Toulouse: Fundada en 1640, tiene el insigne privilegio de ser más antigua que su eminente hermana parisina, fundada en 1666. La Académie des sciences, inscriptions et belles-lettres de Toulouse se ha forjado un renombre nacional e internacional a través de la acción de sus miembros en los ámbitos de la conservación y la difusión del saber.
- La Société de médecine, de chirurgie et de pharmacie
- La Société de géographie
- La Académie de législation

## La Fundación Bemberg

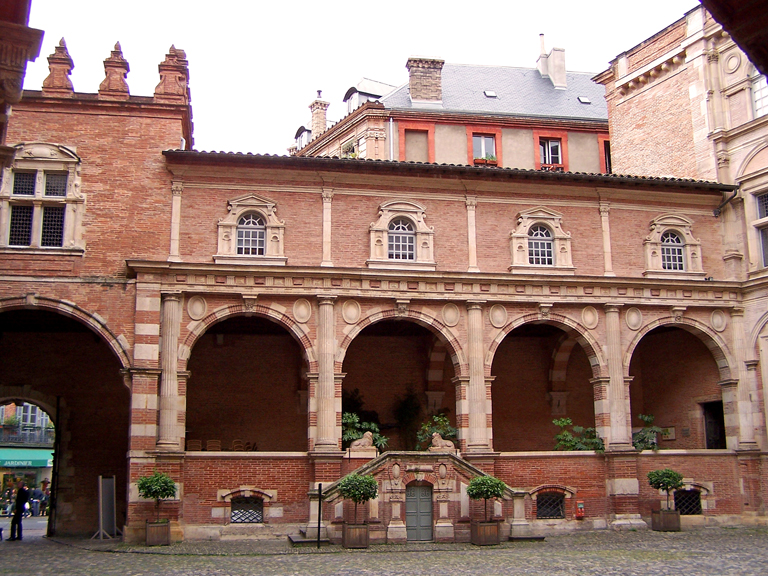
Entrada de la Fondation Bemberg.

El Hôtel d'Assézat acoge ahora al museo de la Fundación Bemberg. En 1994, Georges Bemberg (1915-2011), un rico coleccionista de arte argentino, cedió por un periodo de 99 años al municipio su destacable colección de arte, unas 1100 obras entre cuadros, esculturas y otros objetos de arte, para hacerla accesible al público. Entre los objetos expuestos, la pintura y el dibujo ocupan un lugar privilegiado, con por ejemplo un conjunto único de más de treinta cuadros de Pierre Bonnard y obras de grandes pintores de diferentes escuelas europeas de pintura, del siglo XV al XX (Canaletto, Tiepolo, Francois Boucher, Lucas Cranach, Tiziano, Paolo Veronese, Tintoretto, Antoon van Dyck, Claude Monet, Henri de Toulouse-Lautrec, Edgar Degas, Paul Gauguin, Paul Cézanne, Henri Matisse, Pablo Picasso, Georges Braque, Amedeo Modigliani...).

Obras expuestas en la Fundación Bemberg
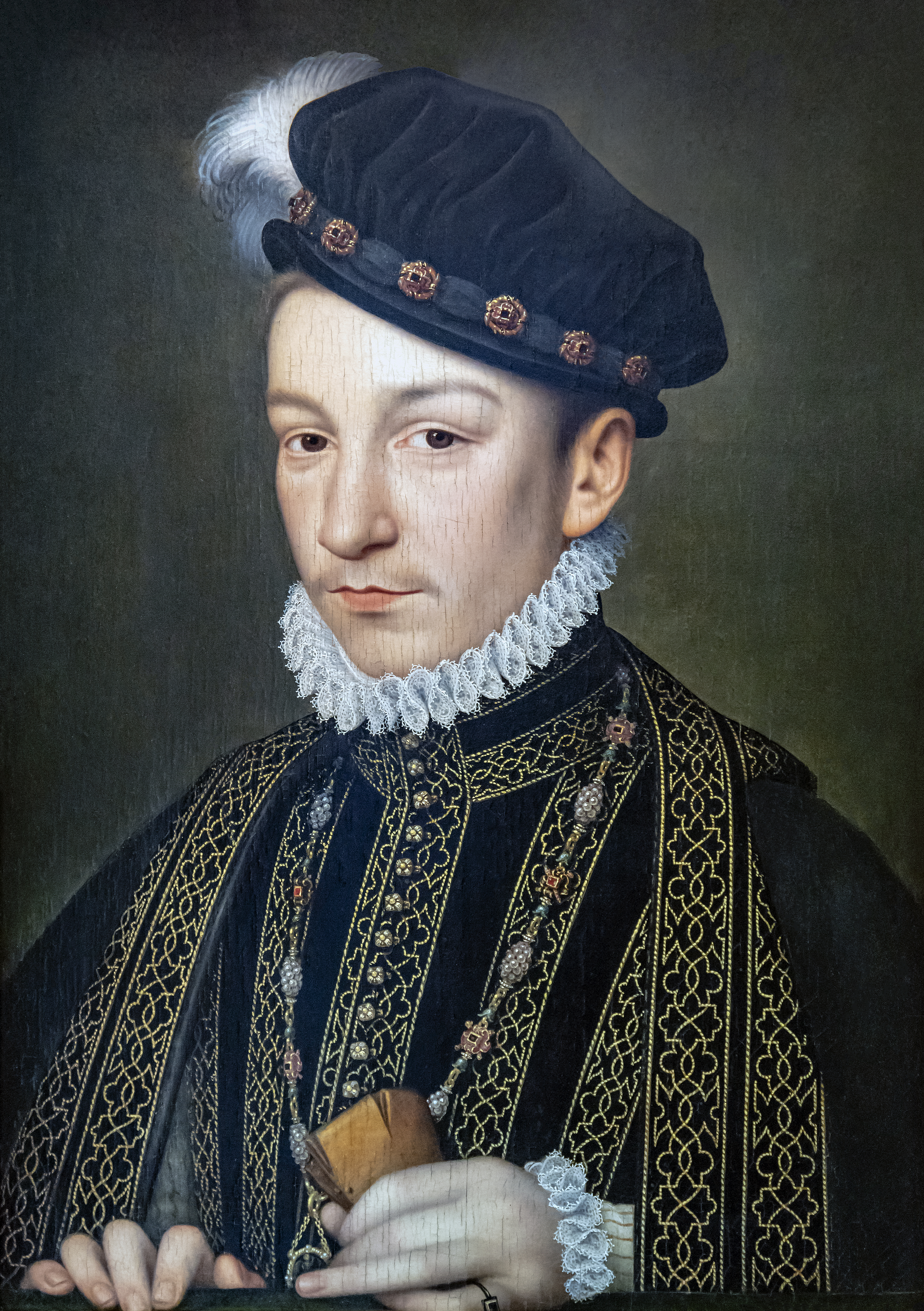
François Clouet, Charles IX de France.
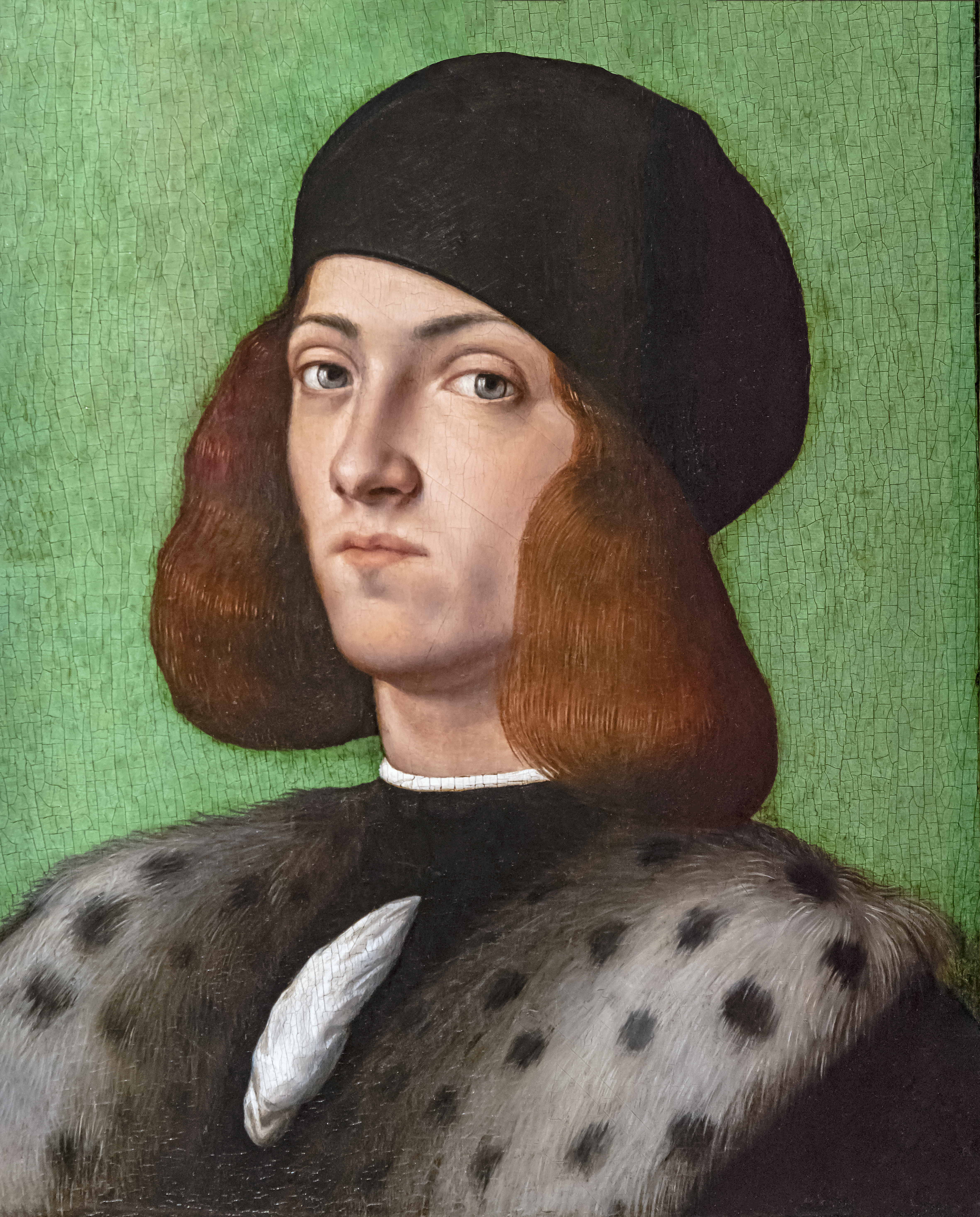
Andrea Previtali, Portrait de jeune homme au bonnet noir.
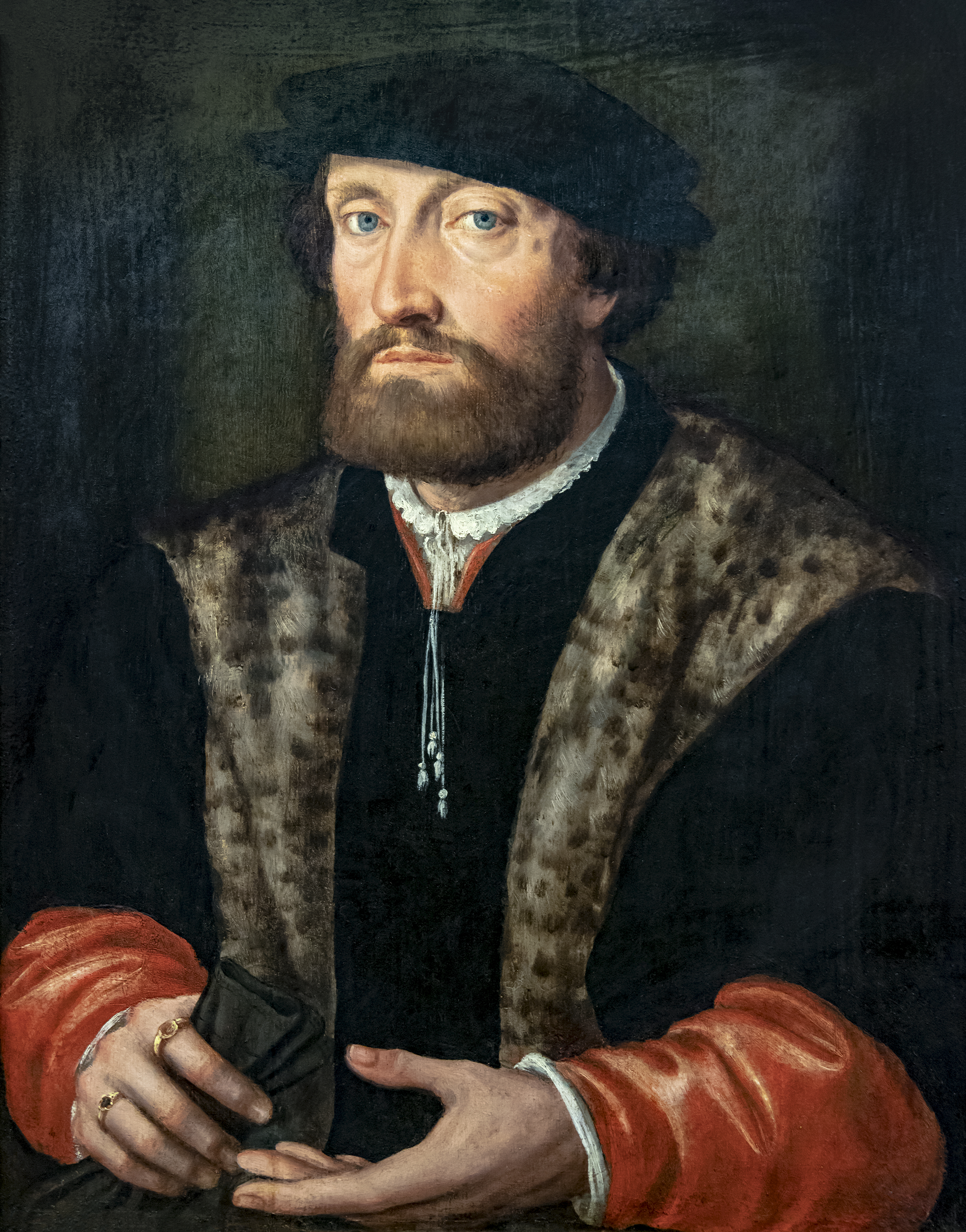
Frans Floris, Portrait d'Antoine Perrenot de Granvelle.
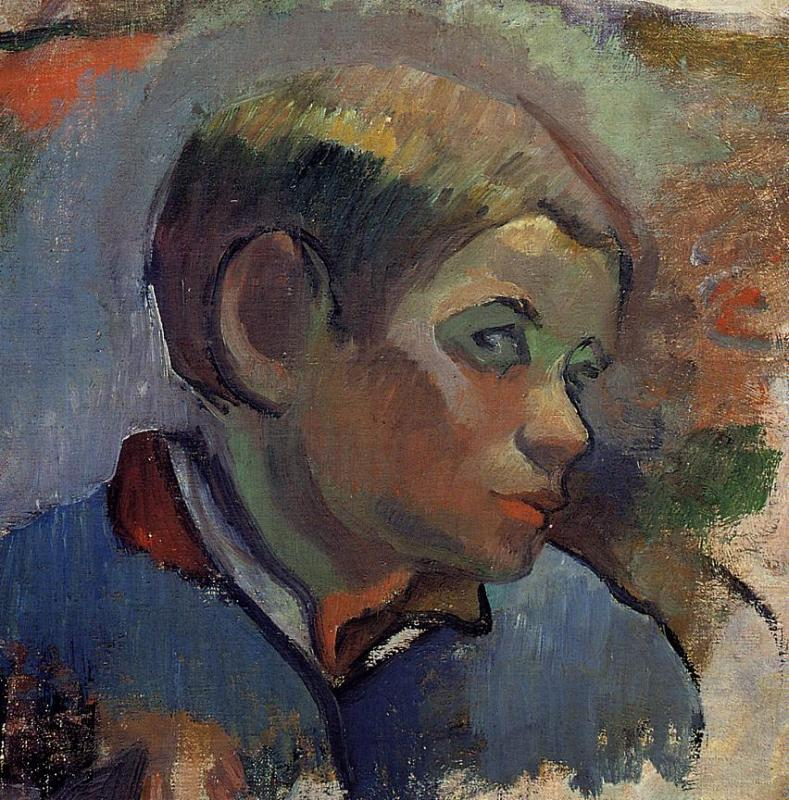
Paul Gauguin, Tête de jeune paysan (1888).
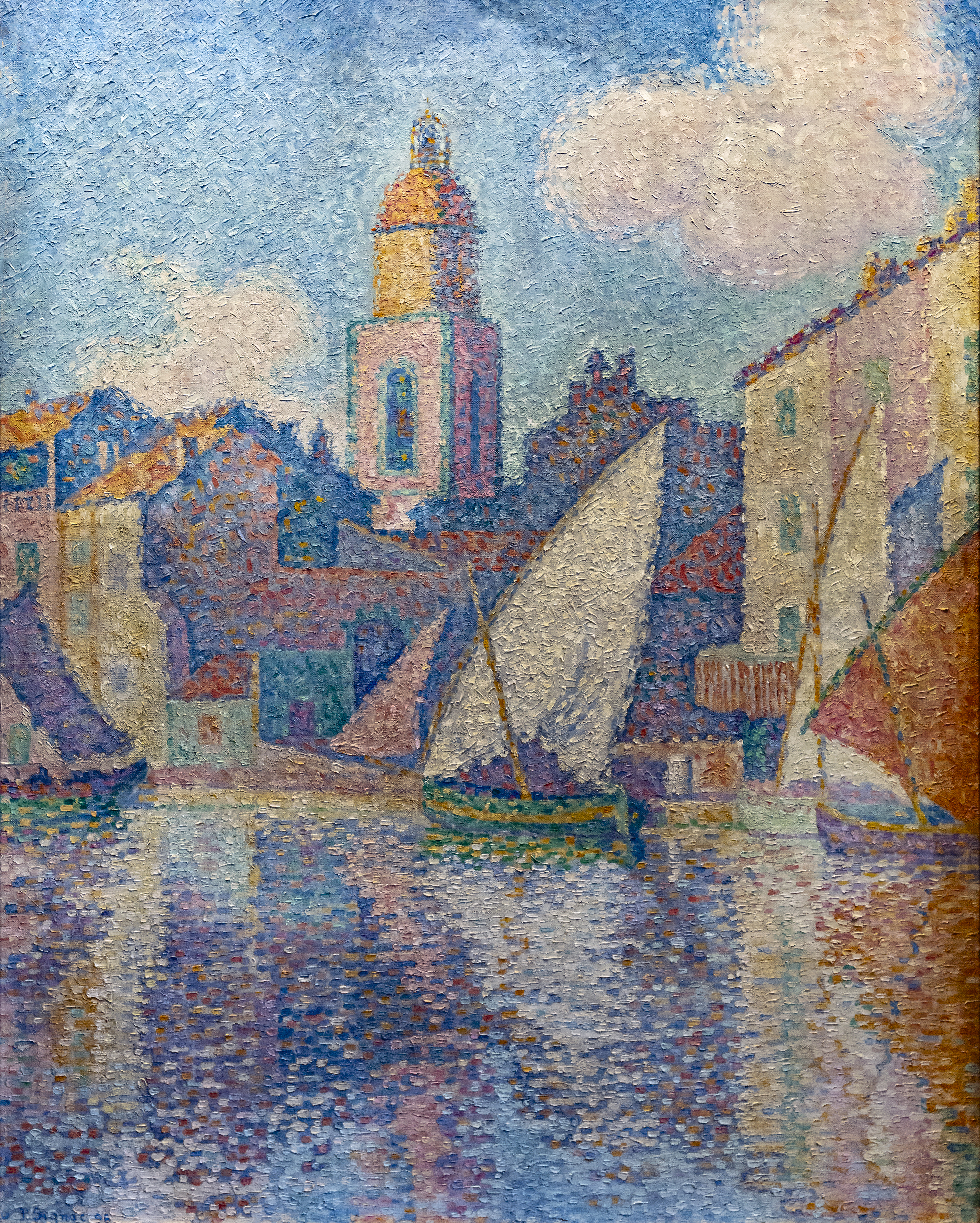
Le clocher de Saint-Tropez Paul Signac (1896)